# San Diego Padres 2025
La stagione 2025 dei San Diego Padres è la 57ª stagione della franchigia nella Major League Baseball (MLB). I Padres disputano le proprie partite casalinghe presso il Petco Park di San Diego come membri della National League West Division.

## Stagione
I Padres vengono dall'eliminazione alla postseason della precedente stagione nelle National League Division Series contro i Los Angeles Dodgers.

## Risultati

### Spring Training
| Spring Training                                            | Spring Training                                            | Spring Training                                            | Spring Training                                            | Spring Training                                            | Spring Training                                            | Spring Training                                            | Spring Training                                            | Spring Training                                            |
| Record Spring Training: 12–17 (Casa: 8–7; Trasferta: 4–10) | Record Spring Training: 12–17 (Casa: 8–7; Trasferta: 4–10) | Record Spring Training: 12–17 (Casa: 8–7; Trasferta: 4–10) | Record Spring Training: 12–17 (Casa: 8–7; Trasferta: 4–10) | Record Spring Training: 12–17 (Casa: 8–7; Trasferta: 4–10) | Record Spring Training: 12–17 (Casa: 8–7; Trasferta: 4–10) | Record Spring Training: 12–17 (Casa: 8–7; Trasferta: 4–10) | Record Spring Training: 12–17 (Casa: 8–7; Trasferta: 4–10) | Record Spring Training: 12–17 (Casa: 8–7; Trasferta: 4–10) |
| Partita                                                    | Data                                                       | Avversario                                                 | Punteggio                                                  | Vittoria                                                   | Sconfitta                                                  | Save                                                       | Stadio (spettatori)                                        | Record                                                     |
| ---------------------------------------------------------- | ---------------------------------------------------------- | ---------------------------------------------------------- | ---------------------------------------------------------- | ---------------------------------------------------------- | ---------------------------------------------------------- | ---------------------------------------------------------- | ---------------------------------------------------------- | ---------------------------------------------------------- |
| 1                                                          | 21.2.2025                                                  | Mariners                                                   | V 5–2                                                      | Bergert (0–1 \| 0.00 ERA)                                  | Díaz (0–1 \| 13.50 ERA)                                    | —                                                          | Peoria Stadium (8 454)                                     | 1–0                                                        |
| 2                                                          | 22.2.2025                                                  | Athletics                                                  | V 10–3                                                     | Waldron (1–0 \| 4.50 ERA)                                  | Ginn (0–1 \| 27.00 ERA)                                    | —                                                          | Peoria Stadium (6 307)                                     | 2–0                                                        |
| 3                                                          | 23.2.2025                                                  | @ Dodgers                                                  | S 3–8                                                      | Sublette (1–0 \| 0.00 ERA)                                 | Davis (0–1 \| 16.20 ERA)                                   | —                                                          | Camelback Ranch (12 235)                                   | 2–1                                                        |
| 4                                                          | 24.2.2025                                                  | Cubs                                                       | S 5–10                                                     | Keller (1–0 \| 0.00 ERA)                                   | Wendelken (0–1 \| 67.50 ERA)                               | —                                                          | Peoria Stadium (3 778)                                     | 2–2                                                        |
| 5                                                          | 25.2.2025                                                  | Angels                                                     | S 1–2                                                      | Anderson (1–0 \| ERA 0.00)                                 | Higginbotham (0–1 \| 10.80 ERA)                            | Choban (1 \| 6.75 ERA)                                     | Peoria Stadium (3 106)                                     | 2–3                                                        |
| 6                                                          | 26.2.2025                                                  | @ White Sox                                                | V 3–1                                                      | Wendelken (1–1 \| 27.00 ERA)                               | Altavilla (0–1 \| 4.50 ERA)                                | Pena (1 \| 3.00 ERA)                                       | Camelback Ranch (2 740)                                    | 3–3                                                        |
| 7                                                          | 27.2.2025                                                  | @ Athletics                                                | S 4–6                                                      | Ginn (1–1 \| 14.73 ERA)                                    | Cosgrove (0–1 \| 23.14 ERA)                                | Dodson (1 \| 0.00 ERA)                                     | Hohokam Stadium (4 603)                                    | 3–4                                                        |
| 8                                                          | 28.2.2025                                                  | Mariners                                                   | S 1–2                                                      | Saucedo (1–0 \| 0.00 ERA))                                 | Haynes (0–1 \| 9.00 ERA)                                   | Lao (1 \| 0.00 ERA)                                        | Peoria Stadium (9 611)                                     | 3–5                                                        |
| 9                                                          | 1.3.2025                                                   | @ Reds                                                     | S 3–7                                                      | Gibaut (1–0 \| 0.00 ERA)                                   | Davis (0–2 \| 21.60 ERA)                                   | Busenitz (1 \| 27.00 ERA)                                  | Goodyear Ballpark (7 412)                                  | 3–6                                                        |
| 10                                                         | 2.3.2025                                                   | Royals                                                     | S 4–10                                                     | Lugo (2–0 \| 10.80 ERA)                                    | Vásquez (0–1 \| 6.75 ERA)                                  | —                                                          | Peoria Stadium (5 946)                                     | 3–7                                                        |
| 11                                                         | 4.3.2025                                                   | @ Cubs (SS)                                                | S 1–16                                                     | Imanaga (1–0 \| 4.05 ERA)                                  | Waldron (1–1 \| 3.52 ERA)                                  | —                                                          | Sloan Park (10 157)                                        | 3–8                                                        |
| 12                                                         | 4.3.2025                                                   | Giants (SS)                                                | N 1–1                                                      | –                                                          | –                                                          | –                                                          | Peoria Stadium (4 176)                                     | 3–8                                                        |
| 13                                                         | 5.3.2025                                                   | Rockies                                                    | S 3–4                                                      | Hughes (1–0 \| 0.00 ERA)                                   | Higginbotham (0–2 \| 10.80 ERA)                            | Yan (1 \| 4.50 ERA)                                        | Peoria Stadium (3 935)                                     | 3–9                                                        |
| 14                                                         | 6.3.2025                                                   | @ Rangers                                                  | S 2–8                                                      | Bradford (1–0 \| 2.00 ERA)                                 | Gillaspie (0–1 \| 5.40 ERA)                                | –                                                          | Surprise Stadium (4 460)                                   | 3–10                                                       |
| 15                                                         | 7.3.2025                                                   | @ Brewers                                                  | cancellata per pioggia                                     | cancellata per pioggia                                     | cancellata per pioggia                                     | cancellata per pioggia                                     | cancellata per pioggia                                     | cancellata per pioggia                                     |
| 16                                                         | 8.3.2025                                                   | Guardians                                                  | V 7–2                                                      | Darvish (1–0 \| 6.75 ERA)                                  | Ortiz (0–2 \| 14.14 ERA)                                   | –                                                          | Peoria Stadium (9 309)                                     | 4–10                                                       |
| 17                                                         | 9.3.2025                                                   | @ Giants                                                   | S 4–7                                                      | Bivens (1–0 \| 1.23 ERA)                                   | Waldron (1–2 \| 8.68 ERA)                                  | –                                                          | Scottsdale Stadium (9 641)                                 | 4–11                                                       |
| 18                                                         | 10.3.2025                                                  | Reds                                                       | S 3–9                                                      | Greene (1–1 \| 6.00 ERA)                                   | King (0–1 \| 5.79 ERA)                                     | –                                                          | Peoria Stadium (5 261)                                     | 4–12                                                       |
| 19                                                         | 11.3.2025                                                  | White Sox                                                  | V 7–5                                                      | Gillaspie (1–1 \| 3.86 ERA)                                | Collins (0–1 \| -.-- ERA)                                  | –                                                          | Peoria Stadium (3 866)                                     | 5–12                                                       |
| 20                                                         | 12.3.2025                                                  | @ Rockies                                                  | S 2–13                                                     | Blalock (2–0 \| 1.74 ERA)                                  | Suárez (0–1 \| 19.64 ERA)                                  | –                                                          | Salt River Fields at Talking Stick (8 201)                 | 5–13                                                       |
| 21                                                         | 13.3.2025                                                  | @ Rockies                                                  | S 5–6                                                      | Sears (1–0 \| 0.00 ERA)                                    | Blanchard (0–1 \| 0.00 ERA)                                | –                                                          | Surprise Stadium (6 230)                                   | 5–14                                                       |
| 21                                                         | 14.3.2025                                                  | Rangers                                                    | V 9–8                                                      | Chirino (1–0 \| 0.00 ERA)                                  | Festa (0–1 \| 8.10 ERA)                                    | Geraldo (1 \| 4.50 ERA)                                    | Peoria Stadium (9 199)                                     | 6–14                                                       |
| 22                                                         | 15.3.2025                                                  | @ Mariners                                                 | V 8–3                                                      | Matsui (1–0 \| 3.86 ERA)                                   | Bazardo (1–2 \| 11.12 ERA)                                 | –                                                          | Peoria Stadium (10 535)                                    | 7–14                                                       |
| 23                                                         | 16.3.2025                                                  | @ Angels (SS)                                              | V 4–2                                                      | Cease (1–0 \| 4.61 ERA)                                    | Hendricks (2–1 \| 2.63 ERA)                                | Morejón (1 \| 0.00 ERA)                                    | Tempe Diablo Stadium (7 559)                               | 8–14                                                       |
| 24                                                         | 16.3.2025                                                  | D'Backs (SS)                                               | S 5–4                                                      | Pfaadt (2–0 \| 3.18 ERA)                                   | Hart (0–1 \| 6.00 ERA)                                     | Rice (1 \| 14.73 ERA)                                      | Peoria Stadium (9 222)                                     | 8–15                                                       |
| 25                                                         | 17.3.2025                                                  | Brewers                                                    | V 14–8                                                     | Adam (1–0 \| 9.00 ERA)                                     | Hudson (0–1 \| 13.50 ERA)                                  | –                                                          | Peoria Stadium (6 829)                                     | 9–15                                                       |
| 26                                                         | 18.3.2025                                                  | @ Giants                                                   | S 3–4                                                      | Ray (2–0 \| 1.26 ERA)                                      | Kolek (0–1 \| 2.19 ERA)                                    | Harris (1 \| 2.08 ERA)                                     | Scottsdale Stadium (9 998)                                 | 9–16                                                       |
| 27                                                         | 20.3.2025                                                  | Rangers                                                    | V 5–3                                                      | Pivetta (1–0 \| 3.38 ERA)                                  | Houser (0–1 \| 3.77 ERA)                                   | Kopps (1 – 0.00 ERA)                                       | Peoria Stadium (8 815)                                     | 10–16                                                      |
| 28                                                         | 21.3.2025                                                  | @ Cubs                                                     | V 5–1                                                      | King (1–1 \| 3.95 ERA)                                     | Keller (1–1 \| 4.22 ERA)                                   | Vásquez (1 \| 3.38 ERA)                                    | Sloan Park                                                 | 11–16                                                      |
| 29                                                         | 22.3.2025                                                  | @ Guardians (SS)                                           | S 8–12                                                     | Bibee (3–0 \| 1.88 ERA)                                    | Hart (0–2 \| 9.39 ERA)                                     | –                                                          | Goodyear Ballpark (6 469)                                  | 11–17                                                      |
| 30                                                         | 22.3.2025                                                  | Reds (SS)                                                  | V 1–0                                                      | Nuñez (1–0 \| 3.60 ERA)                                    | Spiers (1–1 \| 2.57 ERA)                                   | Peralta (1 \| 6.14 ERA)                                    | Peoria Stadium (7 187)                                     | 12–17                                                      |
| 31                                                         | 23.3.2025                                                  | @ D'Backs                                                  | N 5–5                                                      | –                                                          | –                                                          | –                                                          | Salt River Fields at Talking Stick (13 459)                | 12–17                                                      |
| 31                                                         | 24.3.2025                                                  | @ Mariners                                                 | N 7–7                                                      | –                                                          | –                                                          | –                                                          | Peoria Stadium (7 250)                                     | 12–17                                                      |

### Regular Season

#### Marzo
| Regular Season                                | Regular Season                                | Regular Season                                | Regular Season                                | Regular Season                                | Regular Season                                | Regular Season                                | Regular Season                                | Regular Season                                |
| Record Marzo: 5–0 (Casa: 5–0; Trasferta: 0–0) | Record Marzo: 5–0 (Casa: 5–0; Trasferta: 0–0) | Record Marzo: 5–0 (Casa: 5–0; Trasferta: 0–0) | Record Marzo: 5–0 (Casa: 5–0; Trasferta: 0–0) | Record Marzo: 5–0 (Casa: 5–0; Trasferta: 0–0) | Record Marzo: 5–0 (Casa: 5–0; Trasferta: 0–0) | Record Marzo: 5–0 (Casa: 5–0; Trasferta: 0–0) | Record Marzo: 5–0 (Casa: 5–0; Trasferta: 0–0) | Record Marzo: 5–0 (Casa: 5–0; Trasferta: 0–0) |
| Partita                                       | Data                                          | Avversario                                    | Punteggio                                     | Vittoria                                      | Sconfitta                                     | Save                                          | Stadio (spettatori)                           | Record                                        |
| --------------------------------------------- | --------------------------------------------- | --------------------------------------------- | --------------------------------------------- | --------------------------------------------- | --------------------------------------------- | --------------------------------------------- | --------------------------------------------- | --------------------------------------------- |
| 1                                             | 27.3.2025                                     | Braves                                        | V 7–4                                         | Peralta (1–0 \| 0.00 ERA)                     | Neris (0–1 \| -.-- ERA)                       | Suárez (1 \| 0.00 ERA)                        | Petco Park (45 568)                           | 1–0                                           |
| 2                                             | 28.3.2025                                     | Braves                                        | V 4–3                                         | Adam (1–0 \| 0.00 ERA)                        | Lee (0–1 \| 4.50 ERA)                         | Suárez (2 \| 0.00 ERA)                        | Petco Park (41 058)                           | 2–0                                           |
| 3                                             | 29.3.2025                                     | Braves                                        | V 1–0                                         | Peralta (2–0 \| 0.00 ERA)                     | Bummer (0–1 \| 10.80 ERA)                     | Morejón (1 \| 0.00 ERA)                       | Petco Park (40 587)                           | 3–0                                           |
| 4                                             | 30.3.2025                                     | Braves                                        | V 5–0                                         | Pivetta (1–0 \| 0.00 ERA)                     | Smith-Shawver (0–1 \| 4.50 ERA)               | —                                             | Petco Park (41 269)                           | 4–0                                           |
| 5                                             | 31.3.2025                                     | Guardians                                     | V 7–2                                         | Hart (1–0 \| 3.60 ERA)                        | Ortiz (0–1 \| 13.50 ERA)                      | —                                             | Petco Park (43 404)                           | 5–0                                           |

#### Aprile
| Regular Season                                   | Regular Season                                   | Regular Season                                   | Regular Season                                   | Regular Season                                   | Regular Season                                   | Regular Season                                   | Regular Season                                   | Regular Season                                   |
| Record Aprile: 15–10 (Casa: 9–4; Trasferta: 5–7) | Record Aprile: 15–10 (Casa: 9–4; Trasferta: 5–7) | Record Aprile: 15–10 (Casa: 9–4; Trasferta: 5–7) | Record Aprile: 15–10 (Casa: 9–4; Trasferta: 5–7) | Record Aprile: 15–10 (Casa: 9–4; Trasferta: 5–7) | Record Aprile: 15–10 (Casa: 9–4; Trasferta: 5–7) | Record Aprile: 15–10 (Casa: 9–4; Trasferta: 5–7) | Record Aprile: 15–10 (Casa: 9–4; Trasferta: 5–7) | Record Aprile: 15–10 (Casa: 9–4; Trasferta: 5–7) |
| Partita                                          | Data                                             | Avversario                                       | Punteggio                                        | Vittoria                                         | Sconfitta                                        | Save                                             | Stadio (spettatori)                              | Record                                           |
| ------------------------------------------------ | ------------------------------------------------ | ------------------------------------------------ | ------------------------------------------------ | ------------------------------------------------ | ------------------------------------------------ | ------------------------------------------------ | ------------------------------------------------ | ------------------------------------------------ |
| 6                                                | 1.4.2025                                         | Guardians                                        | V 7–0                                            | King (1–0 \| 3.52 ERA)                           | Allen (0–1 \| 6.75 ERA)                          | —                                                | Petco Park (37 120)                              | 6–0                                              |
| 7                                                | 2.4.2025                                         | Guardians                                        | V 5–2                                            | Cease (1–0 \| 3.38 ERA)                          | Lively (0–1 \| 6.75 ERA)                         | Suárez (3 \| 0.00 ERA)                           | Petco Park (35 858)                              | 7–0                                              |
| 8                                                | 4.4.2025                                         | @ Cubs                                           | S 1–3                                            | Imanaga (2–0 \| 0.98 ERA)                        | Vásquez (0–1 \| 1.69 ERA)                        | Pressly (3 \| 5.40 ERA)                          | Wrigley Field (40 244)                           | 7–1                                              |
| 9                                                | 5.4.2025                                         | @ Cubs                                           | S 1–7                                            | Pivetta (1–1 \| 2.70 ERA)                        | Boyd (1–0 \| 0.00 ERA)                           | —                                                | Wrigley Field (35 391)                           | 7–2                                              |
| 10                                               | 6.4.2025                                         | @ Cubs                                           | V 8–7                                            | Adam (2–0 \| 0.00 ERA)                           | Pressly (0–1 \| 4.50 ERA)                        | Suárez (4 \| 0.00 ERA)                           | Wrigley Field (33 941)                           | 8–2                                              |
| 11                                               | 7.4.2025                                         | @ Athletics                                      | V 5–4                                            | King (2–0 \| 4.05 ERA)                           | Severino (0–2 \| 4.74 ERA)                       | Suárez (5 \| 0.00 ERA)                           | Sutter Health Park (9 502)                       | 9–2                                              |
| 12                                               | 8.4.2025                                         | @ Athletics                                      | S 4–10                                           | Springs (2–1 \| 4.20 ERA)                        | Cease (1–1 \| 7.98 ERA)                          | —                                                | Sutter Health Park (9 018)                       | 9–3                                              |
| 13                                               | 9.4.2025                                         | @ Athletics                                      | V 2–1                                            | Vásquez (1–1 \| 1.72 ERA)                        | Bido (1–1 \| 3.00 ERA)                           | Suárez (6 \| 0.00 ERA)                           | Sutter Health Park (10 553)                      | 10–3                                             |
| 14                                               | 11.4.2025                                        | Rockies                                          | V 8–0                                            | Pivetta (2–1 \| 1.59 ERA)                        | Márquez (0–2 \| 4.60 ERA)                        | —                                                | Petco Park (44 089)                              | 11–3                                             |
| 15                                               | 12.4.2025                                        | Rockies                                          | V 2–0                                            | Hart (2–0 \| 5.40 ERA)                           | Dollander (1–1 \| 5.06 ERA)                      | Suárez (7 \| 0.00 ERA)                           | Petco Park (44 066)                              | 12–3                                             |
| 16                                               | 13.4.2025                                        | Rockies                                          | V 6–0                                            | King (3–0 \| 2.42 ERA)                           | Freeland (0–3 \| 4.88 ERA)                       | —                                                | Petco Park (42 706)                              | 13–3                                             |
| 17                                               | 14.4.2025                                        | Cubs                                             | V 10–4                                           | Morejón (1–0 \| 1.08 ERA)                        | Pearson (0–1 \| 10.38 ERA)                       | —                                                | Petco Park (47 078)                              | 14–3                                             |
| 18                                               | 15.4.2025                                        | Cubs                                             | S 1–2                                            | Pressly (1–1 \| 3.00 ERA)                        | Matsui (0–1 \| 1.29 ERA)                         | Thielbar (1 \| 5.40 ERA)                         | Petco Park (42 492)                              | 14–4                                             |
| 19                                               | 16.4.2025                                        | Cubs                                             | V 4–2                                            | Pivetta (3–1 \| 1.57 ERA)                        | Boyd (1–2 \| 2.01 ERA)                           | Suárez (8 \| 0.00 ERA)                           | Petco Park (41 562)                              | 15–4                                             |
| 20                                               | 18.4.2025                                        | @ Astros                                         | S 4–6                                            | Gusto (2–1 \| 3.18 ERA)                          | Hart (2–1 \| 6.48 ERA)                           | Hader (5 \| 0.90 ERA)                            | Daikin Park (41 431)                             | 15–5                                             |
| 21                                               | 19.4.2025                                        | @ Astros                                         | S 2–3                                            | Scott (1–1 \| 4.91 ERA)                          | Estrada (0–1 \| 1.54 ERA)                        | Hader (1 \| 0.82 ERA)                            | Daikin Park (39 287)                             | 15–6                                             |
| 22                                               | 20.4.2025                                        | @ Astros                                         | V 3–2                                            | Jacob (1–0 \| 2.19 ERA)                          | Scott (1–2 \| 5.63 ERA)                          | Suárez (9 \| 0.00 ERA)                           | Daikin Park (31 940)                             | 16–6                                             |
| 23                                               | 21.4.2025                                        | @ Tigers                                         | S 4–6                                            | Hanifee (1–0 \| 1.54 ERA)                        | Vásquez (1–2 \| 3.97 ERA)                        | Vest (2 \| 0.93 ERA)                             | Comerica Park (17 581)                           | 16–7                                             |
| 24                                               | 22.4.2025                                        | @ Tigers                                         | V 2–0                                            | Pivetta (4–1 \| 1.20 ERA)                        | Flaherty (1–2 \| 2.63 ERA)                       | Suárez (10 \| 0.00 ERA)                          | Comerica Park (19 321)                           | 17–7                                             |
| 25                                               | 23.4.2025                                        | @ Tigers                                         | S 0–6                                            | Olson (3–1 \| 3.29 ERA)                          | Hart (2–2 \| 6.00 ERA)                           | —                                                | Comerica Park (21 016)                           | 17–8                                             |
| 26                                               | 25.4.2025                                        | Rays                                             | S 0–1                                            | Baz (3–0 \| 2.45 ERA)                            | King (3–1 \| 2.18 ERA)                           | Cleavinger (1 \| 2.53 ERA)                       | Petco Park (43 319)                              | 17–9                                             |
| 27                                               | 26.4.2025                                        | Rays                                             | S 1–4                                            | Pepiot (2–3 \| 4.24 ERA)                         | Cease (1–2 \| 5.76 ERA)                          | Fairbanks (5 \| 2.61 ERA)                        | Petco Park (44 768)                              | 17–10                                            |
| 28                                               | 27.4.2025                                        | Rays                                             | S 2–4                                            | Littell (1–5 \| 5.03 ERA)                        | Vásquez (1–3 \| 4.28 ERA)                        | Fairbanks (6 \| 2.38 ERA)                        | Petco Park (42 221)                              | 17–11                                            |
| 29                                               | 29.4.2025                                        | Giants                                           | V 7–4                                            | Pivetta (5–1 \| 1.78 ERA)                        | Webb (3–2 \| 2.83 ERA)                           | Suárez (11 \| 0.69 ERA)                          | Petco Park (47 345)                              | 18–11                                            |
| 30                                               | 30.4.2025                                        | Giants                                           | V 5–3                                            | King (4–1 \| 2.09 ERA)                           | Roupp (2–2 \| 5.10 ERA)                          | Suárez (12 \| 0.64 ERA)                          | Petco Park (37 698)                              | 19–11                                            |

#### Maggio
| Regular Season                                   | Regular Season                                   | Regular Season                                   | Regular Season                                   | Regular Season                                   | Regular Season                                   | Regular Season                                   | Regular Season                                   | Regular Season                                   |
| Record Maggio: 13–13 (Casa: 5–6; Trasferta: 8–7) | Record Maggio: 13–13 (Casa: 5–6; Trasferta: 8–7) | Record Maggio: 13–13 (Casa: 5–6; Trasferta: 8–7) | Record Maggio: 13–13 (Casa: 5–6; Trasferta: 8–7) | Record Maggio: 13–13 (Casa: 5–6; Trasferta: 8–7) | Record Maggio: 13–13 (Casa: 5–6; Trasferta: 8–7) | Record Maggio: 13–13 (Casa: 5–6; Trasferta: 8–7) | Record Maggio: 13–13 (Casa: 5–6; Trasferta: 8–7) | Record Maggio: 13–13 (Casa: 5–6; Trasferta: 8–7) |
| Partita                                          | Data                                             | Avversario                                       | Punteggio                                        | Vittoria                                         | Sconfitta                                        | Save                                             | Stadio (spettatori)                              | Record                                           |
| ------------------------------------------------ | ------------------------------------------------ | ------------------------------------------------ | ------------------------------------------------ | ------------------------------------------------ | ------------------------------------------------ | ------------------------------------------------ | ------------------------------------------------ | ------------------------------------------------ |
| 31                                               | 2.5.2025                                         | @ Pirates                                        | V 9–4                                            | Estrada (1–1 \| 2.25 ERA)                        | Keller (1–3 \| 4.38 ERA)                         | —                                                | PNC Park (12 349)                                | 20–11                                            |
| 32                                               | 3.5.2025                                         | @ Pirates                                        | V 2–1                                            | Adam (3–0 \| 1.00 ERA)                           | Bednar (0–3 \| 5.63 ERA)                         | Suárez (13 \| 0.60 ERA)                          | PNC Park (17 675)                                | 21–11                                            |
| 33                                               | 4.5.2025                                         | @ Pirates                                        | V 4–0                                            | Kolek (1–0 \| 0.00 ERA)                          | Heaney (2–3 \| 3.18 ERA)                         | —                                                | PNC Park (17 184)                                | 22–11                                            |
| 34                                               | 5.5.2025                                         | @ Yankess                                        | V 4–3                                            | Bergert (1–0 \| 0.00 ERA)                        | Weaver (0–1 \| 0.59 ERA)                         | Suárez (14 \| 0.56 ERA)                          | Yankee Stadium (38 128)                          | 23–11                                            |
| 35                                               | 6.5.2025                                         | @ Yankess                                        | S 3–12                                           | Cruz (1–0 \| 1.37 ERA)                           | Morejón (1–1 \| 3.57 ERA)                        | —                                                | Yankee Stadium (38 090)                          | 23–12                                            |
| 36                                               | 7.5.2025                                         | @ Yankess                                        | S 3–4                                            | Williams (1–2 \| 9.24 ERA)                       | Estrada (1–2 \| 1.96 ERA)                        | —                                                | Yankee Stadium (42 302)                          | 23–13                                            |
| 37                                               | 9.5.2025                                         | @ Rockies                                        | V 13–9                                           | Vásquez (2–3 \| 3.76 ERA)                        | Senzatela (1–6 \| 5.77 ERA)                      | Suárez (15 \| 0.51 ERA)                          | Coors Field (30 490)                             | 24–13                                            |
| 38                                               | 10.5.2025                                        | @ Rockies                                        | V 21–0                                           | Kolek (2–0 \| 0.00 ERA)                          | Blalock (0–2 \| 12.94 ERA)                       | —                                                | Coors Field (38 423)                             | 25–13                                            |
| 39                                               | 11.5.2025                                        | @ Rockies                                        | S 3–9                                            | Márquez (1–6 \| 8.27 ERA)                        | Pivetta (5–2 \| 3.05 ERA)                        | —                                                | Coors Field (34 422)                             | 25–14                                            |
| 40                                               | 12.5.2025                                        | Angels                                           | S 5–9                                            | Burke (4–0 \| 5.63 ERA)                          | Suárez (0–1 \| 3.00 ERA)                         | —                                                | Petco Park (41 419)                              | 25–15                                            |
| 41                                               | 13.5.2025                                        | Angels                                           | V 6–4                                            | Adam (4–0 \| 1.61 ERA)                           | Jansen (0–2 \| 6.55 ERA)                         | —                                                | Petco Park (43 957)                              | 26–15                                            |
| 42                                               | 14.5.2025                                        | Angels                                           | V 5–1                                            | Vásquez (3–3 \| 3.45 ERA)                        | Hendricks (1–5 \| 5.18 ERA)                      | —                                                | Petco Park (43 766)                              | 27–15                                            |
| 43                                               | 16.5.2025                                        | Mariners                                         | S 1–5                                            | Evans (2–1 \| 2.57 ERA)                          | Kolek (2–1 \| 2.33 ERA)                          | —                                                | Petco Park (41 336)                              | 27–16                                            |
| 44                                               | 17.5.2025                                        | Mariners                                         | S 1–4                                            | Speier (2–0 \| 2.50 ERA)                         | Morejón (1–2 \| 3.72 ERA)                        | A. Muñoz (14 \| 0.00 ERA)                        | Petco Park (42 240)                              | 27–17                                            |
| 45                                               | 18.5.2025                                        | Mariners                                         | S 1–6                                            | Woo (5–1 \| 2.65 ERA)                            | King (4–2 \| 2.59 ERA)                           | —                                                | Petco Park (43 320)                              | 27–18                                            |
| 46                                               | 20.5.2025                                        | @ Blue Jays                                      | S 0–3                                            | Bassitt (4–2 \| 2.83 ERA)                        | Cease (1–3 \| 4.50 ERA)                          | Hoffman (10 \| 5.48 ERA)                         | Rogers Centre (23 597)                           | 27–19                                            |
| 47                                               | 21.5.2025                                        | @ Blue Jays                                      | S 0–14                                           | Gausman (4–4 \| 4.03 ERA)                        | Vásquez (3–4 \| 3.49 ERA)                        | —                                                | Rogers Centre (23 266)                           | 27–20                                            |
| 48                                               | 22.5.2025                                        | @ Blue Jays                                      | S 6–7                                            | Fisher (1–0 \| 0.00 ERA)                         | Estrada (1–3 \| 2.86 ERA)                        | —                                                | Rogers Centre (33 971)                           | 27–21                                            |
| 49                                               | 23.5.2025                                        | @ Braves                                         | V 2–1                                            | Adam (4–0 \| 1.46 ERA)                           | Iglesias (3–4 \| 5.75 ERA)                       | Suárez (16 \| 2.57 ERA)                          | Truist Park (40 327)                             | 28–21                                            |
| 50                                               | 24.5.2025                                        | @ Braves                                         | S 1–7                                            | Holmes (3–3 \| 3.68 ERA)                         | Reynolds (0–1 \| 7.45 ERA)                       | —                                                | Truist Park (41 338)                             | 28–22                                            |
| 51                                               | 25.5.2025                                        | @ Braves                                         | V 5–3                                            | Estrada (2–3 \| 2.74 ERA)                        | Schwellenbach (3–4 \| 3.42 ERA)                  | Suárez (17 \| 2.45 ERA)                          | Truist Park (41 251)                             | 29–22                                            |
| 52                                               | 26.5.2025                                        | Marlins                                          | V 4–3 (F/11)                                     | Morejón (2–2 \| 3.09 ERA)                        | Gibson (0–2 \| 0.71 ERA)                         | —                                                | Petco Park (40 872)                              | 30–22                                            |
| 53                                               | 27.5.2025                                        | Marlins                                          | V 8–6                                            | Kolek (3–1 \| 4.11 ERA)                          | Gibson (0–3 \| 1.29 ERA)                         | Estrada (1 \| 2.59 ERA)                          | Petco Park (40 363)                              | 31–22                                            |
| 54                                               | 28.5.2025                                        | Marlins                                          | S 8–10                                           | Henriquez (3–1 \| 2.30 ERA)                      | Adam (5–1 \| 1.32 ERA)                           | Faucher (3 \| 5.21 ERA)                          | Petco Park (33 885)                              | 31–23                                            |
| 55                                               | 30.5.2025                                        | Pirates                                          | V 3–2                                            | Pivetta (6–2 \| 2.74 ERA)                        | Keller (1–7 \| 3.73 ERA)                         | Suárez (18 \| 2.22 ERA)                          | Petco Park (42 579)                              | 32–23                                            |
| 56                                               | 31.5.2025                                        | Pirates                                          | S 0–5                                            | Falter (4–3 \| 3.14 ERA)                         | Cease (1–4 \| 4.66 ERA)                          | —                                                | Petco Park (42 471)                              | 32–24                                            |

#### Giugno
| Regular Season                                    | Regular Season                                    | Regular Season                                    | Regular Season                                    | Regular Season                                    | Regular Season                                    | Regular Season                                    | Regular Season                                    | Regular Season                                    |
| Record Giugno: 13–15 (Casa: 6–4; Trasferta: 7–11) | Record Giugno: 13–15 (Casa: 6–4; Trasferta: 7–11) | Record Giugno: 13–15 (Casa: 6–4; Trasferta: 7–11) | Record Giugno: 13–15 (Casa: 6–4; Trasferta: 7–11) | Record Giugno: 13–15 (Casa: 6–4; Trasferta: 7–11) | Record Giugno: 13–15 (Casa: 6–4; Trasferta: 7–11) | Record Giugno: 13–15 (Casa: 6–4; Trasferta: 7–11) | Record Giugno: 13–15 (Casa: 6–4; Trasferta: 7–11) | Record Giugno: 13–15 (Casa: 6–4; Trasferta: 7–11) |
| Partita                                           | Data                                              | Avversario                                        | Punteggio                                         | Vittoria                                          | Sconfitta                                         | Save                                              | Stadio (spettatori)                               | Record                                            |
| ------------------------------------------------- | ------------------------------------------------- | ------------------------------------------------- | ------------------------------------------------- | ------------------------------------------------- | ------------------------------------------------- | ------------------------------------------------- | ------------------------------------------------- | ------------------------------------------------- |
| 57                                                | 1.6.2025                                          | Pirates                                           | V 6–4                                             | Morejón (3–2 \| 3.04 ERA)                         | Rainey (0–1 \| 10.57 ERA)                         | Suárez (19 \| 2.13 ERA)                           | Petco Park (42 069)                               | 33–24                                             |
| 58                                                | 2.6.2025                                          | @ Giants                                          | V 1–0 (F/10)                                      | Suárez (1–1 \| 1.98 ERA)                          | Walker (1–3 \| 4.50 ERA)                          | —                                                 | Oracle Park (35 680)                              | 34–24                                             |
| 59                                                | 3.6.2025                                          | @ Giants                                          | V 3–2 (F/10)                                      | Matsui (1–1 \| 3.38 ERA)                          | Bivens (1–2 \| 3.10 ERA)                          | Estrada (2 \| 2.36 ERA)                           | Oracle Park (35 522)                              | 35–24                                             |
| 60                                                | 4.6.2025                                          | @ Giants                                          | S 5–6                                             | Hjelle (1–0 \| 0.00 ERA)                          | Adam (5–2 \| 1.45 ERA)                            | Rodríguez (1 \| 0.66 ERA)                         | Oracle Park (34 821)                              | 35–25                                             |
| 61                                                | 5.6.2025                                          | @ Giants                                          | S 2–3                                             | Ray (8–1 \| 2.44 ERA)                             | Cease (1–5 \| 4.72 ERA)                           | Doval (8 \| 1.61 ERA)                             | Oracle Park (37 436)                              | 35–26                                             |
| 62                                                | 6.6.2025                                          | @ Brewers                                         | V 2–0                                             | Peralta (3–0 \| 3.86 ERA)                         | Patrick (3–5 \| 2.84 ERA)                         | Suárez (20 \| 1.91 ERA)                           | American Family Field (32 298)                    | 36–26                                             |
| 63                                                | 7.6.2025                                          | @ Brewers                                         | S 3–4                                             | Megill (1–2 \| 2.95 ERA)                          | Morgan (0–1 \| 3.38 ERA)                          | —                                                 | American Family Field (37 032)                    | 36–27                                             |
| 64                                                | 8.6.2025                                          | @ Brewers                                         | V 1–0                                             | Matsui (2–1 \| 3.16 ERA)                          | Zastryzny (1–1 \| 1.04 ERA)                       | Suárez (21 \| 1.84 ERA)                           | American Family Field (26 265)                    | 37–27                                             |
| 65                                                | 9.6.2025                                          | Dodgers                                           | S 7–8 (F/10)                                      | Yates (4–2 \| 4.05 ERA)                           | Peralta (3–1 \| 3.99 ERA)                         | Scott (12 \| 4.11 ERA)                            | Petco Park (45 678)                               | 37–28                                             |
| 66                                                | 10.6.2025                                         | Dodgers                                           | V 11–1                                            | Cease (2–5 \| 4.28 ERA)                           | Sauer (1–1 \| 5.68 ERA)                           | —                                                 | Petco Park (45 084)                               | 38–28                                             |
| 67                                                | 11.6.2025                                         | Dodgers                                           | S 2–5                                             | Trivino (2–0 \| 3.65 ERA)                         | Morejón (3–3 \| 2.93 ERA)                         | Vesia (3 \| 2.79 ERA)                             | Petco Park (45 481)                               | 38–29                                             |
| 68                                                | 13.6.2025                                         | @ D'Backs                                         | S 1–5                                             | Nelson (3–2 \| 4.14 ERA)                          | Kolek (3–2 \| 3.50 ERA)                           | —                                                 | Chase Field (33 052)                              | 38–30                                             |
| 69                                                | 14.6.2025                                         | @ D'Backs                                         | S 7–8                                             | Ginkel (1–3 \| 12.27 ERA)                         | Suárez (1–2 \| 3.23 ERA)                          | —                                                 | Chase Field (37 561)                              | 38–31                                             |
| 70                                                | 15.6.2025                                         | @ D'Backs                                         | V 8–1                                             | Pivetta (7–2 \| 3.40 ERA)                         | Kelly (6–3 \| 3.41 ERA)                           | —                                                 | Chase Field (42 676)                              | 39–31                                             |
| 71                                                | 16.6.2025                                         | @ Dodgers                                         | S 3–6                                             | Casparius (5–1 \| 3.02 ERA)                       | Cease (2–6 \| 4.69 ERA)                           | Yates (2 \| 4.03 ERA)                             | Dodger Stadium (53 207)                           | 39–32                                             |
| 72                                                | 17.6.2025                                         | @ Dodgers                                         | S 6–8                                             | Sauer (2–1 \| 6.18 ERA)                           | Estrada (2–4 \| 3.94 ERA)                         | Scott (14 \| 3.63 ERA)                            | Dodger Stadium (51 555)                           | 39–33                                             |
| 73                                                | 18.6.2025                                         | @ Dodgers                                         | S 3–4                                             | Wrobleski (2–2 \| 5.18 ERA)                       | Suárez (1–3 \| 3.48 ERA)                          | —                                                 | Dodger Stadium (53 568)                           | 39–34                                             |
| 74                                                | 19.6.2025                                         | @ Dodgers                                         | V 5–3                                             | Morejón (4–3 \| 2.35 ERA)                         | Yamamoto (6–6 \| 2.76 ERA)                        | Matsui (1 \| 3.00 ERA)                            | Dodger Stadium (53 280)                           | 40–34                                             |
| 75                                                | 20.6.2025                                         | Royals                                            | S 5–6                                             | Erceg (2–2 \| 2.30 ERA)                           | Adam (5–3 \| 1.89 ERA)                            | Estévez (22 \| 2.14 ERA)                          | Petco Park (43 574)                               | 40–35                                             |
| 76                                                | 21.6.2025                                         | Royals                                            | V 5–1                                             | Cease (3–6 \| 4.43 ERA)                           | Cameron (2–3 \| 2.08 ERA)                         | —                                                 | Petco Park (43 241)                               | 41–35                                             |
| 77                                                | 22.6.2025                                         | Royals                                            | V 3–2                                             | Suárez (2–3 \| 3.62 ERA)                          | Lynch (3–2 \| 2.36 ERA)                           | —                                                 | Petco Park (43 567)                               | 42–35                                             |
| 78                                                | 23.6.2025                                         | Nationals                                         | S 6–10                                            | Parker (5–8 \| 4.59 ERA)                          | Kolek (3–3 \| 3.95 ERA)                           | —                                                 | Petco Park (44 074)                               | 42–36                                             |
| 79                                                | 24.6.2025                                         | Nationals                                         | V 4–3                                             | Adam (6–3 \| 1.77 ERA)                            | Williams (5–8 \| 4.59 ERA)                        | Suárez (22 \| 3.51 ERA)                           | Petco Park (41 229)                               | 43–36                                             |
| 80                                                | 25.6.2025                                         | Nationals                                         | V 1–0                                             | Pivetta (8–2 \| 3.36 ERA)                         | MacKenzie Gore (3–8 \| 3.09 ERA)                  | Morejón (2 \| 2.04 ERA)                           | Petco Park (40 532)                               | 44–36                                             |
| 81                                                | 27.6.2025                                         | @ Reds                                            | S 1–8                                             | Martinez (5–8 \| 4.12 ERA)                        | Cease (3–7 \| 4.53 ERA)                           | —                                                 | Great American Ball Park (26 746)                 | 44–37                                             |
| 82                                                | 28.6.2025                                         | @ Reds                                            | V 6–4                                             | Hoeing (1–0 \| 0.00 ERA)                          | Richardson (0–2 \| 2.88 ERA)                      | Suárez (23 \| 3.41 ERA)                           | Great American Ball Park (31 380)                 | 45–37                                             |
| 83                                                | 29.6.2025                                         | @ Reds                                            | S 2–3                                             | Pagán (1–2 \| 3.09 ERA)                           | Suárez (2–4 \| 3.89 ERA)                          | —                                                 | Great American Ball Park (23 510)                 | 45–38                                             |
| 84                                                | 30.6.2025                                         | @ Phillies                                        | S 0–4                                             | Wheeler (8–3 \| 2.27 ERA)                         | Waldron (0–1 \| 7.71 ERA)                         | —                                                 | Citizens Bank Park (43 138)                       | 45–39                                             |

#### Luglio
| Regular Season                                   | Regular Season                                   | Regular Season                                   | Regular Season                                   | Regular Season                                   | Regular Season                                   | Regular Season                                   | Regular Season                                   | Regular Season                                   |
| Record Luglio: 15–10 (Casa: 9–4; Trasferta: 6–6) | Record Luglio: 15–10 (Casa: 9–4; Trasferta: 6–6) | Record Luglio: 15–10 (Casa: 9–4; Trasferta: 6–6) | Record Luglio: 15–10 (Casa: 9–4; Trasferta: 6–6) | Record Luglio: 15–10 (Casa: 9–4; Trasferta: 6–6) | Record Luglio: 15–10 (Casa: 9–4; Trasferta: 6–6) | Record Luglio: 15–10 (Casa: 9–4; Trasferta: 6–6) | Record Luglio: 15–10 (Casa: 9–4; Trasferta: 6–6) | Record Luglio: 15–10 (Casa: 9–4; Trasferta: 6–6) |
| Partita                                          | Data                                             | Avversario                                       | Punteggio                                        | Vittoria                                         | Sconfitta                                        | Save                                             | Stadio (spettatori)                              | Record                                           |
| ------------------------------------------------ | ------------------------------------------------ | ------------------------------------------------ | ------------------------------------------------ | ------------------------------------------------ | ------------------------------------------------ | ------------------------------------------------ | ------------------------------------------------ | ------------------------------------------------ |
| —                                                | 1.7.2025                                         | @ Phillies                                       | cancellata per maltempo                          | cancellata per maltempo                          | cancellata per maltempo                          | cancellata per maltempo                          | cancellata per maltempo                          | cancellata per maltempo                          |
| 85                                               | 2.7.2025 (1)                                     | @ Phillies                                       | V 6–4                                            | Pivetta (9–2 \| 3.25 ERA)                        | Abel (2–2 \| 5.04 ERA)                           | Suárez (24 \| 4.04 ERA)                          | Citizens Bank Park (40 144)                      | 46–39                                            |
| 86                                               | 2.7.2025 (2)                                     | @ Phillies                                       | S 1–5                                            | Sánchez (7–2 \| 2.68 ERA)                        | Cease (3–8 \| 4.62 ERA)                          | —                                                | Citizens Bank Park (40 742)                      | 46–40                                            |
| 87                                               | 4.7.2025                                         | Rangers                                          | V 3–2                                            | Morejón (5–3 \| 1.85 ERA)                        | Garcia (1–4 \| 2.91 ERA)                         | —                                                | Petco Park (45 114)                              | 47–40                                            |
| 88                                               | 5.7.2025                                         | Rangers                                          | S 4–7                                            | Corbin (5–7 \| 4.18 ERA)                         | Kolek (3–4 \| 4.24 ERA)                          | Armstrong (3 \| 3.13 ERA)                        | Petco Park (43 297)                              | 47–41                                            |
| 89                                               | 6.7.2025                                         | Rangers                                          | V 4–1                                            | Hart (3–2 \| 5.83 ERA)                           | Leiter (4–6 \| 4.32 ERA)                         | Suárez (25 \| 3.82 ERA)                          | Petco Park (40 711)                              | 48–41                                            |
| 90                                               | 7.7.2025                                         | D'Backs                                          | S 3–6                                            | Gallen (7–9 \| 5.15 ERA)                         | Darvish (0–1 \| 4.91 ERA)                        | Ginkel (2 \| 9.00 ERA)                           | Petco Park (40 045)                              | 48–42                                            |
| 91                                               | 8.7.2025                                         | D'Backs                                          | V 1–0                                            | Morejón (6–3 \| 1.79 ERA)                        | Kelly (7–5 \| 3.41 ERA)                          | Suárez (26 \| 3.72 ERA)                          | Petco Park (38 670)                              | 49–42                                            |
| 92                                               | 9.7.2025                                         | D'Backs                                          | S 2–8                                            | Pfaadt (9–6 \| 5.16 ERA)                         | Cease (3–9 \| 4.88 ERA)                          | —                                                | Petco Park (43 066)                              | 49–43                                            |
| 93                                               | 10.7.2025                                        | D'Backs                                          | V 4–3                                            | Morejón (7–3 \| 1.71 ERA)                        | Rodríguez (3–6 \| 5.94 ERA)                      | Suárez (27 \| 3.63 ERA)                          | Petco Park (39 079)                              | 50–43                                            |
| 94                                               | 11.7.2025                                        | Phillies                                         | V 4–2                                            | Estrada (3–4 \| 3.00 ERA)                        | Suárez (7–3 \| 1.94 ERA)                         | Suárez (28 \| 3.54 ERA)                          | Petco Park (43 856)                              | 51–43                                            |
| 95                                               | 12.7.2025                                        | Phillies                                         | V 5–4                                            | Morgan (1–1 \| 2.29 ERA)                         | Banks (2–1 \| 3.29 ERA)                          | Estrada (3 \| 2.93 ERA)                          | Petco Park (43 444)                              | 52–43                                            |
| 96                                               | 13.7.2025                                        | Phillies                                         | S 1–2                                            | Sánchez (8–2 \| 2.50 ERA)                        | Morejón (7–4 \| 1.85 ERA)                        | Strahm (6 \| 3.29 ERA)                           | Petco Park (43 398)                              | 52–44                                            |
| Pausa All-Star Game                              |                                                  |                                                  |                                                  |                                                  |                                                  |                                                  |                                                  |                                                  |
| 97                                               | 18.7.2025                                        | @ Nationals                                      | V 7–2                                            | Peralta (4–1 \| 3.50 ERA)                        | Finnegan (1–4 \| 4.37 ERA)                       | —                                                | Nationals Park (22 316)                          | 53–44                                            |
| 98                                               | 19.7.2025                                        | @ Nationals                                      | S 2–4                                            | Parker (6–10 \| 5.00 ERA)                        | Darvish (0–2 \| 6.08 ERA)                        | Finnegan (19 \| 4.25 ERA)                        | Nationals Park (31 136)                          | 53–45                                            |
| 99                                               | 20.7.2025                                        | @ Nationals                                      | S 8–1                                            | Pivetta (10–2 \| 2.81 ERA)                       | Gore (4–9 \| 3.59 ERA)                           | —                                                | Nationals Park (21 996)                          | 54–45                                            |
| 100                                              | 21.7.2025                                        | @ Marlins                                        | V 2–1                                            | Morejón (8–4 \| 1.76 ERA)                        | Pérez (3–3 \| 3.23 ERA)                          | Suárez (29 \| 3.46 ERA)                          | LoanDepot Park (11 128)                          | 55–45                                            |
| 101                                              | 22.7.2025                                        | @ Marlins                                        | S 3–4                                            | Cabrera (4–4 \| 3.48 ERA)                        | Kolek (3–5 \| 4.28 ERA)                          | Henriquez (6 \| 3.00 ERA)                        | LoanDepot Park (11 621)                          | 55–46                                            |
| 102                                              | 23.7.2025                                        | @ Marlins                                        | S 2–3                                            | Alcántara (5–9 \| 6.66 ERA)                      | Cease (3–10 \| 4.59 ERA)                         | Faucher (9 \| 4.03 ERA)                          | LoanDepot Park (15 137)                          | 55–47                                            |
| 103                                              | 24.7.2025                                        | @ Cardinals                                      | S 7–9                                            | Gray (10–4 \| 4.33 ERA)                          | Darvish (0–3 \| 9.18 ERA)                        | Helsley (20 \| 3.09 ERA)                         | Busch Stadium (30 601)                           | 55–48                                            |
| 104                                              | 25.7.2025                                        | @ Cardinals                                      | S 0–3                                            | Mikolas (6–7 \| 4.94 ERA)                        | Pivetta (10–3 \| 2.81 ERA)                       | Helsley (21 \| 3.00 ERA)                         | Busch Stadium (29 297)                           | 55–49                                            |
| 105                                              | 26.7.2025                                        | @ Cardinals                                      | V 3–1                                            | Estrada (4–4 \| 2.66 ERA)                        | Liberatore (6–8 \| 4.04 ERA)                     | Suárez (30 \| 3.38 ERA)                          | Busch Stadium (25 699)                           | 56–49                                            |
| 106                                              | 27.7.2025                                        | @ Cardinals                                      | V 9–2                                            | Kolek (4–5 \| 4.18 ERA)                          | McGreevy (2–2 \| 4.91 ERA)                       | —                                                | Busch Stadium (26 080)                           | 57–49                                            |
| 107                                              | 28.7.2025                                        | Mets                                             | V 7–6                                            | Suárez (3–4 \| 3.50 ERA)                         | Soto (0–3 \| 3.79 ERA)                           | —                                                | Petco Park (43 596)                              | 58–49                                            |
| 108                                              | 29.7.2025                                        | Mets                                             | V 7–1                                            | Peralta (5–1 \| 3.31 ERA)                        | Buttó (3–2 \| 3.64 ERA)                          | —                                                | Petco Park (45 088)                              | 59–49                                            |
| 109                                              | 30.7.2025                                        | Mets                                             | V 5–0                                            | Darvish (1–3 \| 6.46 ERA)                        | Holmes (9–6 \| 3.45 ERA)                         | —                                                | Petco Park (42 627)                              | 60–49                                            |

#### Agosto
| Regular Season                                 | Regular Season                                 | Regular Season                                 | Regular Season                                 | Regular Season                                 | Regular Season                                 | Regular Season                                 | Regular Season                                 | Regular Season                                 |
| Record Agosto: 9–7 (Casa: 4–3; Trasferta: 5–4) | Record Agosto: 9–7 (Casa: 4–3; Trasferta: 5–4) | Record Agosto: 9–7 (Casa: 4–3; Trasferta: 5–4) | Record Agosto: 9–7 (Casa: 4–3; Trasferta: 5–4) | Record Agosto: 9–7 (Casa: 4–3; Trasferta: 5–4) | Record Agosto: 9–7 (Casa: 4–3; Trasferta: 5–4) | Record Agosto: 9–7 (Casa: 4–3; Trasferta: 5–4) | Record Agosto: 9–7 (Casa: 4–3; Trasferta: 5–4) | Record Agosto: 9–7 (Casa: 4–3; Trasferta: 5–4) |
| Partita                                        | Data                                           | Avversario                                     | Punteggio                                      | Vittoria                                       | Sconfitta                                      | Save                                           | Stadio (spettatori)                            | Record                                         |
| ---------------------------------------------- | ---------------------------------------------- | ---------------------------------------------- | ---------------------------------------------- | ---------------------------------------------- | ---------------------------------------------- | ---------------------------------------------- | ---------------------------------------------- | ---------------------------------------------- |
| 110                                            | 1.8.2025                                       | Cardinals                                      | V 4–1                                          | Pivetta (11–3 \| 2.73 ERA)                     | Liberatore (6–9 \| 3.96 ERA)                   | Suárez (31 \| 3.35 ERA)                        | Petco Park (44 933)                            | 61–49                                          |
| 111                                            | 2.8.2025                                       | Cardinals                                      | S 5–8                                          | McGreevy (3–2 \| 5.08 ERA)                     | Vásquez (3–5 \| 3.93 ERA)                      | Romero (1 \| 2.21 ERA)                         | Petco Park (44 533)                            | 61–50                                          |
| 112                                            | 3.8.2025                                       | Cardinals                                      | V 7–3                                          | Cease (4–10 \| 4.60 ERA)                       | Pallante (6–8 \| 4.57 ERA)                     | Suárez (32 \| 3.28 ERA)                        | Petco Park (44 709)                            | 62–50                                          |
| 113                                            | 4.8.2025                                       | @ D'Backs                                      | S 2–6                                          | Pfaadt (11–7 \| 5.02 ERA)                      | Sears (7–10 \| 5.12 ERA)                       | Backhus (1 \| 3.77 ERA)                        | Chase Field (20 196)                           | 62–51                                          |
| 114                                            | 5.8.2025                                       | @ D'Backs                                      | V 10–5                                         | Suárez (4–4 \| 3.17 ERA)                       | Woodford (0–2 \| 6.32 ERA)                     | —                                              | Chase Field (20 903)                           | 63–51                                          |
| 115                                            | 6.8.2025                                       | @ D'Backs                                      | V 3–2                                          | Morejón (9–4 \| 2.05 ERA)                      | Backhus (0–2 \| 4.70 ERA)                      | Miller (21 \| 3.92 ERA)                        | Chase Field (22 692)                           | 64–51                                          |
| 116                                            | 8.8.2025                                       | Red Sox                                        | S 2–10                                         | Buehler (7–6 \| 5.40 ERA)                      | Pivetta (11–4 \| 2.94 ERA)                     | —                                              | Petco Park (44 061)                            | 64–52                                          |
| 117                                            | 9.8.2025                                       | Red Sox                                        | V 5–4 (F/10)                                   | Adam (7–3 \| 1.75 ERA)                         | Whitlock (7–6 \| 5.40 ERA)                     | —                                              | Petco Park (42 389)                            | 65–52                                          |
| 118                                            | 10.8.2025                                      | Red Sox                                        | V 6–2                                          | Cease (5–10 \| 4.52 ERA)                       | Bello (8–6 \| 3.25 ERA)                        | —                                              | Petco Park (43 323)                            | 66–52                                          |
| 119                                            | 11.8.2025                                      | @ Giants                                       | V 4–1                                          | Darvish (2–3 \| 5.61 ERA)                      | Webb (10–9 \| 3.34 ERA)                        | Suárez (33 \| 3.22 ERA)                        | Oracle Park (31 018)                           | 67–52                                          |
| 120                                            | 12.8.2025                                      | @ Giants                                       | V 5–1                                          | Adam (8–3 \| 1.68 ERA)                         | Ray (9–6 \| 2.98 ERA)                          | —                                              | Oracle Park (35 186)                           | 68–52                                          |
| 121                                            | 13.8.2025                                      | @ Giants                                       | V 11–1                                         | Pivetta (12–4 \| 2.87 ERA)                     | Teng (1–2 \| 9.90 ERA)                         | —                                              | Oracle Park (35 080)                           | 69–52                                          |
| 122                                            | 15.8.2025                                      | @ Dodgers                                      | S 2–3                                          | Kershaw (7–2 \| 3.01 ERA)                      | Vásquez (3–6 \| 3.96 ERA)                      | Dreyer (2 \| 2.88 ERA)                         | Dodger Stadium (53 119)                        | 69–53                                          |
| 123                                            | 16.8.2025                                      | @ Dodgers                                      | S 0–6                                          | Snell (3–1 \| 1.80 ERA)                        | Cease (5–11 \| 4.61 ERA)                       | —                                              | Dodger Stadium (53 606)                        | 69–54                                          |
| 124                                            | 17.8.2025                                      | @ Dodgers                                      | S 4–5                                          | Vesia (3–2 \| 2.81 ERA)                        | Suárez (4–5 \| 3.27 ERA)                       | —                                              | Dodger Stadium (48 189)                        | 69–55                                          |
| 125                                            | 18.8.2025                                      | Giants                                         | S 3–4                                          | Ray (10–6 \| 2.85 ERA)                         | Cortés (1–2 \| 5.87 ERA)                       | Rodríguez (4 \| 1.63 ERA)                      | Petco Park (42 730)                            | 69–56                                          |
| 126                                            | 19.8.2025                                      | Giants                                         | V 5–1                                          | Pivetta (13–4 \| 2.81 ERA)                     | Teng (1–3 \| 8.78 ERA)                         | —                                              | Petco Park (40 624)                            | 70–56                                          |
| 127                                            | 20.8.2025                                      | Giants                                         |                                                |                                                |                                                |                                                | Petco Park                                     |                                                |
| 128                                            | 21.8.2025                                      | Giants                                         |                                                |                                                |                                                |                                                | Petco Park                                     |                                                |
| 129                                            | 22.8.2025                                      | Dodgers                                        |                                                |                                                |                                                |                                                | Petco Park                                     |                                                |
| 130                                            | 23.8.2025                                      | Dodgers                                        |                                                |                                                |                                                |                                                | Petco Park                                     |                                                |
| 131                                            | 24.8.2025                                      | Dodgers                                        |                                                |                                                |                                                |                                                | Petco Park                                     |                                                |
| 132                                            | 25.8.2025                                      | @ Mariners                                     |                                                |                                                |                                                |                                                | T-Mobile Park                                  |                                                |
| 133                                            | 26.8.2025                                      | @ Mariners                                     |                                                |                                                |                                                |                                                | T-Mobile Park                                  |                                                |
| 134                                            | 27.8.2025                                      | @ Mariners                                     |                                                |                                                |                                                |                                                | T-Mobile Park                                  |                                                |
| 135                                            | 29.8.2025                                      | @ Twins                                        |                                                |                                                |                                                |                                                | Target Field                                   |                                                |
| 136                                            | 30.8.2025                                      | @ Twins                                        |                                                |                                                |                                                |                                                | Target Field                                   |                                                |
| 137                                            | 31.8.2025                                      | @ Twins                                        |                                                |                                                |                                                |                                                | Target Field                                   |                                                |

#### Settembre
| Regular Season                                    | Regular Season                                    | Regular Season                                    | Regular Season                                    | Regular Season                                    | Regular Season                                    | Regular Season                                    | Regular Season                                    | Regular Season                                    |
| Record Settembre: 0–0 (Casa: 0–0; Trasferta: 0–0) | Record Settembre: 0–0 (Casa: 0–0; Trasferta: 0–0) | Record Settembre: 0–0 (Casa: 0–0; Trasferta: 0–0) | Record Settembre: 0–0 (Casa: 0–0; Trasferta: 0–0) | Record Settembre: 0–0 (Casa: 0–0; Trasferta: 0–0) | Record Settembre: 0–0 (Casa: 0–0; Trasferta: 0–0) | Record Settembre: 0–0 (Casa: 0–0; Trasferta: 0–0) | Record Settembre: 0–0 (Casa: 0–0; Trasferta: 0–0) | Record Settembre: 0–0 (Casa: 0–0; Trasferta: 0–0) |
| Partita                                           | Data                                              | Avversario                                        | Punteggio                                         | Vittoria                                          | Sconfitta                                         | Save                                              | Stadio (spettatori)                               | Record                                            |
| ------------------------------------------------- | ------------------------------------------------- | ------------------------------------------------- | ------------------------------------------------- | ------------------------------------------------- | ------------------------------------------------- | ------------------------------------------------- | ------------------------------------------------- | ------------------------------------------------- |
| 138                                               | 1.9.2025                                          | Orioles                                           |                                                   |                                                   |                                                   |                                                   | Petco Park                                        |                                                   |
| 139                                               | 2.9.2025                                          | Orioles                                           |                                                   |                                                   |                                                   |                                                   | Petco Park                                        |                                                   |
| 140                                               | 3.9.2025                                          | Orioles                                           |                                                   |                                                   |                                                   |                                                   | Petco Park                                        |                                                   |
| 141                                               | 5.9.2025                                          | @ Rockies                                         |                                                   |                                                   |                                                   |                                                   | Coors Field                                       |                                                   |
| 142                                               | 6.9.2025                                          | @ Rockies                                         |                                                   |                                                   |                                                   |                                                   | Coors Field                                       |                                                   |
| 143                                               | 7.9.2025                                          | @ Rockies                                         |                                                   |                                                   |                                                   |                                                   | Coors Field                                       |                                                   |
| 144                                               | 8.9.2025                                          | Reds                                              |                                                   |                                                   |                                                   |                                                   | Petco Park                                        |                                                   |
| 145                                               | 9.9.2025                                          | Reds                                              |                                                   |                                                   |                                                   |                                                   | Petco Park                                        |                                                   |
| 146                                               | 10.9.2025                                         | Reds                                              |                                                   |                                                   |                                                   |                                                   | Petco Park                                        |                                                   |
| 147                                               | 11.9.2025                                         | Rockies                                           |                                                   |                                                   |                                                   |                                                   | Petco Park                                        |                                                   |
| 148                                               | 12.9.2025                                         | Rockies                                           |                                                   |                                                   |                                                   |                                                   | Petco Park                                        |                                                   |
| 149                                               | 13.9.2025                                         | Rockies                                           |                                                   |                                                   |                                                   |                                                   | Petco Park                                        |                                                   |
| 150                                               | 14.9.2025                                         | Rockies                                           |                                                   |                                                   |                                                   |                                                   | Petco Park                                        |                                                   |
| 151                                               | 16.9.2025                                         | @ Mets                                            |                                                   |                                                   |                                                   |                                                   | Citi Field                                        |                                                   |
| 152                                               | 17.9.2025                                         | @ Mets                                            |                                                   |                                                   |                                                   |                                                   | Citi Field                                        |                                                   |
| 153                                               | 18.9.2025                                         | @ Mets                                            |                                                   |                                                   |                                                   |                                                   | Citi Field                                        |                                                   |
| 154                                               | 19.9.2025                                         | @ White Sox                                       |                                                   |                                                   |                                                   |                                                   | Rate Field                                        |                                                   |
| 155                                               | 20.9.2025                                         | @ White Sox                                       |                                                   |                                                   |                                                   |                                                   | Rate Field                                        |                                                   |
| 156                                               | 21.9.2025                                         | @ White Sox                                       |                                                   |                                                   |                                                   |                                                   | Rate Field                                        |                                                   |
| 157                                               | 22.9.2025                                         | Brewers                                           |                                                   |                                                   |                                                   |                                                   | Petco Park                                        |                                                   |
| 158                                               | 23.9.2025                                         | Brewers                                           |                                                   |                                                   |                                                   |                                                   | Petco Park                                        |                                                   |
| 159                                               | 24.9.2025                                         | Brewers                                           |                                                   |                                                   |                                                   |                                                   | Petco Park                                        |                                                   |
| 160                                               | 26.9.2025                                         | D'Backs                                           |                                                   |                                                   |                                                   |                                                   | Petco Park                                        |                                                   |
| 161                                               | 27.9.2025                                         | D'Backs                                           |                                                   |                                                   |                                                   |                                                   | Petco Park                                        |                                                   |
| 162                                               | 28.9.2025                                         | D'Backs                                           |                                                   |                                                   |                                                   |                                                   | Petco Park                                        |                                                   |

## Classifiche
Dati aggiornati al 14 agosto 2025.

### National League West Division
| Squadra              | Vittorie | Sconfitte | Perc. | GB   |
| -------------------- | -------- | --------- | ----- | ---- |
| San Diego Padres     | 69       | 52        | .570  | —    |
| Los Angeles Dodgers  | 68       | 53        | .562  | 1    |
| Arizona Diamondbacks | 59       | 62        | .488  | 10   |
| San Francisco Giants | 59       | 62        | .488  | 10   |
| Colorado Rockies     | 32       | 88        | .267  | 36.5 |

## Recordcontro le squadre avversarie
Dati aggiornati al 20 agosto 2025.

### National League
| National League | National League                       | National League                       | National League                       | National League                       | National League                       | National League                       | National League                       | National League                       | National League                       | National League                       | National League                       | National League                       | National League                       | National League                       | National League                       | National League                       | National League                       | National League                       | National League                       | National League                       | National League                       | National League                       | National League                       | National League                       | National League                       | National League                       | National League                       | National League                       | National League                       | National League                       |
| West Division   | West Division                         | West Division                         | West Division                         | West Division                         | West Division                         | West Division                         | West Division                         | West Division                         | West Division                         | West Division                         | West Division                         | West Division                         | West Division                         | West Division                         | Central Division                      | Central Division                      | Central Division                      | Central Division                      | Central Division                      | Central Division                      | Central Division                      | Central Division                      | East Division                         | East Division                         | East Division                         | East Division                         | East Division                         | East Division                         | East Division                         | East Division                         |
| Squadra         | Casa                                  | Casa                                  | Casa                                  | Casa                                  | Casa                                  | Casa                                  | Casa                                  | Trasferta                             | Trasferta                             | Trasferta                             | Trasferta                             | Trasferta                             | Trasferta                             | Trasferta                             | Squadra                               | Casa                                  | Casa                                  | Casa                                  | Trasferta                             | Trasferta                             | Trasferta                             | Trasferta                             | Squadra                               | Casa                                  | Casa                                  | Casa                                  | Casa                                  | Trasferta                             | Trasferta                             | Trasferta                             |
| --------------- | ------------------------------------- | ------------------------------------- | ------------------------------------- | ------------------------------------- | ------------------------------------- | ------------------------------------- | ------------------------------------- | ------------------------------------- | ------------------------------------- | ------------------------------------- | ------------------------------------- | ------------------------------------- | ------------------------------------- | ------------------------------------- | ------------------------------------- | ------------------------------------- | ------------------------------------- | ------------------------------------- | ------------------------------------- | ------------------------------------- | ------------------------------------- | ------------------------------------- | ------------------------------------- | ------------------------------------- | ------------------------------------- | ------------------------------------- | ------------------------------------- | ------------------------------------- | ------------------------------------- | ------------------------------------- |
| LAD             | 7–8                                   | 11–1                                  | 2–5                                   | 22 ago                                | 23 ago                                | 24 ago                                |                                       | 3–6                                   | 6–8                                   | 3–4                                   | 5–3                                   | 2–3                                   | 0–6                                   | 4–5                                   | MIL                                   | 22 set                                | 23 set                                | 24 set                                | 2–0                                   | 3–4                                   | 1–0                                   |                                       | ATL                                   | 7–4                                   | 4–3                                   | 1–0                                   | 5–0                                   | 2–1                                   | 1–7                                   | 5–3                                   |
| ARI             | 3–6                                   | 1–0                                   | 2–8                                   | 4–3                                   | 26 set                                | 27 set                                | 28 set                                | 1–5                                   | 7–8                                   | 8–1                                   | 2–6                                   | 10–5                                  | 3–2                                   |                                       | STL                                   | 4–1                                   | 5–8                                   | 7–3                                   | 7–9                                   | 0–3                                   | 3–1                                   | 9–2                                   | MIA                                   | 4–3                                   | 8–6                                   | 8–10                                  |                                       | 2–1                                   | 3–4                                   | 2–3                                   |
| SF              | 7–4                                   | 5–3                                   | 3–4                                   | 5–1                                   | 20 ago                                | 21 ago                                |                                       | 1–0                                   | 3–2                                   | 5–6                                   | 2–3                                   | 4–1                                   | 5–1                                   | 11–1                                  | CHC                                   | 10–4                                  | 1–2                                   | 4–2                                   | 1–3                                   | 1–7                                   | 8–7                                   |                                       | NYM                                   | 7–6                                   | 7–1                                   | 5–0                                   | 16 set                                | 17 set                                | 18 set                                |                                       |
| COL             | 8–0                                   | 2–0                                   | 6–0                                   | 11 set                                | 12 set                                | 13 set                                | 14 set                                | 13–9                                  | 21–0                                  | 3–9                                   | 5 set                                 | 6 set                                 | 7 set                                 |                                       | PIT                                   | 3–2                                   | 0–5                                   | 6–4                                   | 9–4                                   | 2–1                                   | 2–1                                   | WHA                                   | 6–10                                  | 4–3                                   | 1–0                                   | 7–2                                   | 2–4                                   | 8–1                                   |                                       |                                       |
|                 |                                       |                                       |                                       |                                       |                                       |                                       |                                       |                                       |                                       |                                       |                                       |                                       |                                       |                                       | CIN                                   | 8 set                                 | 9 set                                 | 10 set                                | 1–8                                   | 6–4                                   | 2–3                                   | PHI                                   | 4–2                                   | 5–4                                   | 1–2                                   | 0–4                                   | 6–4                                   | 1–5                                   |                                       |                                       |
| Record          | 9–5                                   | 9–5                                   | 9–5                                   | 9–5                                   | 9–5                                   | 9–5                                   | 9–5                                   | 11–12                                 | 11–12                                 | 11–12                                 | 11–12                                 | 11–12                                 | 11–12                                 | 11–12                                 |                                       | 6–3                                   | 6–3                                   | 6–3                                   | 9–7                                   | 9–7                                   | 9–7                                   | 9–7                                   |                                       | 13–3                                  | 13–3                                  | 13–3                                  | 13–3                                  | 6–6                                   | 6–6                                   | 6–6                                   |
| Division        | 20–17 (Casa: 9–5; Trasferta: 11–12)   | 20–17 (Casa: 9–5; Trasferta: 11–12)   | 20–17 (Casa: 9–5; Trasferta: 11–12)   | 20–17 (Casa: 9–5; Trasferta: 11–12)   | 20–17 (Casa: 9–5; Trasferta: 11–12)   | 20–17 (Casa: 9–5; Trasferta: 11–12)   | 20–17 (Casa: 9–5; Trasferta: 11–12)   | 20–17 (Casa: 9–5; Trasferta: 11–12)   | 20–17 (Casa: 9–5; Trasferta: 11–12)   | 20–17 (Casa: 9–5; Trasferta: 11–12)   | 20–17 (Casa: 9–5; Trasferta: 11–12)   | 20–17 (Casa: 9–5; Trasferta: 11–12)   | 20–17 (Casa: 9–5; Trasferta: 11–12)   | 20–17 (Casa: 9–5; Trasferta: 11–12)   |                                       | 14–11 (Casa: 6–3; Trasferta: 9–7)     | 14–11 (Casa: 6–3; Trasferta: 9–7)     | 14–11 (Casa: 6–3; Trasferta: 9–7)     | 14–11 (Casa: 6–3; Trasferta: 9–7)     | 14–11 (Casa: 6–3; Trasferta: 9–7)     | 14–11 (Casa: 6–3; Trasferta: 9–7)     | 14–11 (Casa: 6–3; Trasferta: 9–7)     |                                       | 19–9 (Casa: 13–3; Trasferta: 6–6)     | 19–9 (Casa: 13–3; Trasferta: 6–6)     | 19–9 (Casa: 13–3; Trasferta: 6–6)     | 19–9 (Casa: 13–3; Trasferta: 6–6)     | 19–9 (Casa: 13–3; Trasferta: 6–6)     | 19–9 (Casa: 13–3; Trasferta: 6–6)     | 19–9 (Casa: 13–3; Trasferta: 6–6)     |
| League          | 54–36 (Casa: 27–11; Trasferta: 27–26) | 54–36 (Casa: 27–11; Trasferta: 27–26) | 54–36 (Casa: 27–11; Trasferta: 27–26) | 54–36 (Casa: 27–11; Trasferta: 27–26) | 54–36 (Casa: 27–11; Trasferta: 27–26) | 54–36 (Casa: 27–11; Trasferta: 27–26) | 54–36 (Casa: 27–11; Trasferta: 27–26) | 54–36 (Casa: 27–11; Trasferta: 27–26) | 54–36 (Casa: 27–11; Trasferta: 27–26) | 54–36 (Casa: 27–11; Trasferta: 27–26) | 54–36 (Casa: 27–11; Trasferta: 27–26) | 54–36 (Casa: 27–11; Trasferta: 27–26) | 54–36 (Casa: 27–11; Trasferta: 27–26) | 54–36 (Casa: 27–11; Trasferta: 27–26) | 54–36 (Casa: 27–11; Trasferta: 27–26) | 54–36 (Casa: 27–11; Trasferta: 27–26) | 54–36 (Casa: 27–11; Trasferta: 27–26) | 54–36 (Casa: 27–11; Trasferta: 27–26) | 54–36 (Casa: 27–11; Trasferta: 27–26) | 54–36 (Casa: 27–11; Trasferta: 27–26) | 54–36 (Casa: 27–11; Trasferta: 27–26) | 54–36 (Casa: 27–11; Trasferta: 27–26) | 54–36 (Casa: 27–11; Trasferta: 27–26) | 54–36 (Casa: 27–11; Trasferta: 27–26) | 54–36 (Casa: 27–11; Trasferta: 27–26) | 54–36 (Casa: 27–11; Trasferta: 27–26) | 54–36 (Casa: 27–11; Trasferta: 27–26) | 54–36 (Casa: 27–11; Trasferta: 27–26) | 54–36 (Casa: 27–11; Trasferta: 27–26) | 54–36 (Casa: 27–11; Trasferta: 27–26) |

| Padres | 6–1 | 3–3 | 3–0 | 4–2 | 3–3 | 2–1 | 4–3 | 3–3 | 5–1 | 1–2 | 2–8 | 6–4 | 8–3 | 5–1 | 54–36 |

### American League
| American League | American League                      | American League                      | American League                      | American League                      | American League                      | American League                      | American League                      | American League                      | American League                      | American League                      | American League                      | American League                      | American League                      | American League                      | American League                      | American League                      | American League                      | American League                      | American League                      | American League                      |
| East Division   | East Division                        | East Division                        | East Division                        | East Division                        | East Division                        | East Division                        | Central Division                     | Central Division                     | Central Division                     | Central Division                     | Central Division                     | Central Division                     | Central Division                     | West Division                        | West Division                        | West Division                        | West Division                        | West Division                        | West Division                        | West Division                        |
| Squadra         | Casa                                 | Casa                                 | Casa                                 | Trasferta                            | Trasferta                            | Trasferta                            | Squadra                              | Casa                                 | Casa                                 | Casa                                 | Trasferta                            | Trasferta                            | Trasferta                            | Squadra                              | Casa                                 | Casa                                 | Casa                                 | Trasferta                            | Trasferta                            | Trasferta                            |
| --------------- | ------------------------------------ | ------------------------------------ | ------------------------------------ | ------------------------------------ | ------------------------------------ | ------------------------------------ | ------------------------------------ | ------------------------------------ | ------------------------------------ | ------------------------------------ | ------------------------------------ | ------------------------------------ | ------------------------------------ | ------------------------------------ | ------------------------------------ | ------------------------------------ | ------------------------------------ | ------------------------------------ | ------------------------------------ | ------------------------------------ |
| TOR             |                                      |                                      |                                      | 0–3                                  | 0–14                                 | 6–7                                  | CLE                                  | 7–2                                  | 7–0                                  | 5–2                                  |                                      |                                      |                                      | LAA                                  | 5–9                                  | 6–4                                  | 5–1                                  |                                      |                                      |                                      |
| BAL             | 1 set                                | 2 set                                | 3 set                                |                                      |                                      |                                      | KC                                   | 5–6                                  | 5–1                                  | 3–2                                  |                                      |                                      |                                      | HOU                                  |                                      |                                      |                                      | 4–6                                  | 2–3                                  | 3–2                                  |
| TB              | 0–1                                  | 1–4                                  | 2–4                                  |                                      |                                      |                                      | DET                                  |                                      |                                      |                                      | 4–6                                  | 2–0                                  | 0–6                                  | ATH                                  |                                      |                                      |                                      | 5–4                                  | 4–10                                 | 2–1                                  |
| BOS             | 2–10                                 | 5–4                                  | 6–2                                  |                                      |                                      |                                      | MIN                                  |                                      |                                      |                                      | 29 ago                               | 30 ago                               | 31 ago                               | SEA                                  | 1–5                                  | 1–4                                  | 1–6                                  | 25 ago                               | 26 ago                               | 27 ago                               |
| NYY             |                                      |                                      |                                      | 4–3                                  | 3–12                                 | 3–4                                  | CHW                                  |                                      |                                      |                                      | 19 set                               | 20 set                               | 21 set                               | TEX                                  | 3–2                                  | 4–7                                  | 4–1                                  |                                      |                                      |                                      |
| Record          | 2–4                                  | 2–4                                  | 2–4                                  | 1–5                                  | 1–5                                  | 1–5                                  |                                      | 5–1                                  | 5–1                                  | 5–1                                  | 1–2                                  | 1–2                                  | 1–2                                  |                                      | 4–5                                  | 4–5                                  | 4–5                                  | 3–3                                  | 3–3                                  | 3–3                                  |
| Division        | 3–9 (Casa: 2–4; Trasferta: 1–5)      | 3–9 (Casa: 2–4; Trasferta: 1–5)      | 3–9 (Casa: 2–4; Trasferta: 1–5)      | 3–9 (Casa: 2–4; Trasferta: 1–5)      | 3–9 (Casa: 2–4; Trasferta: 1–5)      | 3–9 (Casa: 2–4; Trasferta: 1–5)      |                                      | 6–3 (Casa: 5–1; Trasferta: 1–2)      | 6–3 (Casa: 5–1; Trasferta: 1–2)      | 6–3 (Casa: 5–1; Trasferta: 1–2)      | 6–3 (Casa: 5–1; Trasferta: 1–2)      | 6–3 (Casa: 5–1; Trasferta: 1–2)      | 6–3 (Casa: 5–1; Trasferta: 1–2)      |                                      | 7–8 (Casa: 4–5; Trasferta: 3–3)      | 7–8 (Casa: 4–5; Trasferta: 3–3)      | 7–8 (Casa: 4–5; Trasferta: 3–3)      | 7–8 (Casa: 4–5; Trasferta: 3–3)      | 7–8 (Casa: 4–5; Trasferta: 3–3)      | 7–8 (Casa: 4–5; Trasferta: 3–3)      |
| League          | 16–20 (Casa: 10–10; Trasferta: 5–10) | 16–20 (Casa: 10–10; Trasferta: 5–10) | 16–20 (Casa: 10–10; Trasferta: 5–10) | 16–20 (Casa: 10–10; Trasferta: 5–10) | 16–20 (Casa: 10–10; Trasferta: 5–10) | 16–20 (Casa: 10–10; Trasferta: 5–10) | 16–20 (Casa: 10–10; Trasferta: 5–10) | 16–20 (Casa: 10–10; Trasferta: 5–10) | 16–20 (Casa: 10–10; Trasferta: 5–10) | 16–20 (Casa: 10–10; Trasferta: 5–10) | 16–20 (Casa: 10–10; Trasferta: 5–10) | 16–20 (Casa: 10–10; Trasferta: 5–10) | 16–20 (Casa: 10–10; Trasferta: 5–10) | 16–20 (Casa: 10–10; Trasferta: 5–10) | 16–20 (Casa: 10–10; Trasferta: 5–10) | 16–20 (Casa: 10–10; Trasferta: 5–10) | 16–20 (Casa: 10–10; Trasferta: 5–10) | 16–20 (Casa: 10–10; Trasferta: 5–10) | 16–20 (Casa: 10–10; Trasferta: 5–10) | 16–20 (Casa: 10–10; Trasferta: 5–10) |

| SD | 0–3 | 0–0 | 0–3 | 2–1 | 1–2 | 3–0 | 2–1 | 1–2 | 0–0 | 0–0 | 2–1 | 1–2 | 2–1 | 0–3 | 2–1 | 16–20 |

## Transactions
Nota: se non altrimenti indicato, la fonte è il sito ufficiale della squadra.

### Ottobre 2024
| Data       | Movimento |
| ---------- | --- |
| 18.10.2024 | - Firmato il RHP Josias Figuereo (minor league contract) |
| 31.10.2024 | - Diventano free agent i 3B Jurickson Profar e Donovan Solano, i C Kyle Higashioka ed Elias Díaz, i LHP Tanner Scott e Martín Pérez, il RF David Peralta e lo SS Nick Ahmed |

### Novembre 2024
| Data       | Movimento |
| ---------- | --- |
| 4.11.2024  | - Diventa free agent lo SS Ha-Seong Kim - Trasferiti dalla 60-day DL e inseriti nell'active roster i RHP Luis Patiño, Jhony Brito e Stephen Kolek                                                                                |
| 6.11.2024  | - Firmati il RHP Eduarniel Nunez (minor league contract) |
| 13.11.2024 | - Firmato il 1B Trenton Brooks (minor league contract) |
| 15.11.2024 | - Firmato il 3B Francisco Acuna (minor league contract) |
| 17.11.2024 | - Firmato il LHP C.J. Widger (minor league contract) |
| 18.11.2024 | - Firmato il RHP Harold Chirino (minor league contract) |
| 19.11.2024 | - Selezionato il contratto del LHP Omar Cruz degli El Paso Chihuahuas (AAA) e inserito nel 40-man roster - Selezionato il contratto dei RHP Henry Baez e Ryan Bergert dei San Antonio Missions (AA) e inseriti nel 40-man roster |
| 20.11.2024 | - Firmato il RHP Oliver Franco (minor league contract) |
| 22.11.2024 | - Rifirmato per un anno il 3B Tyler Wade - Diventano free agent i RHP Logan Gillaspie e Luis Patiño, lo SS Mason McCoy e il RF Bryce Johnson                                                                                     |
| 26.11.2024 | - Firmato il RF Oscar González (minor league contract) |

### Dicembre 2024
| Data       | Movimento                                                                        |
| ---------- | -------------------------------------------------------------------------------- |
| 2.12.2024  | - Firmato il 2B Yonathan Perlaza (minor league contract)                         |
| 5.12.2024  | - Firmato lo SS Mason McCoy (minor league contract)                              |
| 11.12.2024 | - Rule 5 Draft – Acquisito il contratto del RHP Juan Núñez dai Baltimore Orioles |
| 12.12.2024 | - Firmato il RHP Logan Gillaspie (minor league contract)                         |
| 13.12.2024 | - Firmato l'OF Moisés Gómez (minor league contract)                              |
| 16.12.2024 | - Firmati il CF Cole Roederer e il RHP Miguel Alvarez (minor league contract)    |
| 17.12.2024 | - Firmato il RHP José Espada (minor league contract)                             |
| 20.12.2024 | - Firmato il LHP Jake Higginbotham (minor league contract)                       |
| 22.12.2024 | - Firmato il RHP Efraín Contreras (minor league contract)                        |
| 27.12.2024 | - Firmato il 3B Mike Brosseau (minor league contract)                            |

### Gennaio 2025
| Data      | Movimento |
| --------- | --- |
| 6.1.2025  | - Firmati il C Rodolfo Durán e il RHP Luis Patiño (minor league contract)                                                      |
| 9.1.2025  | - Rinnovo del contratto del 1B Luis Arráez (1 anno - 14 milioni $) e del RHP Dylan Cease (1 anno - 13,75 milioni $)            |
| 15.1.2025 | - Firmati l'IF José Verdugo, lo SS Santiago Vargas, lo SS Kaden Hernandez e il RHP Jesús Castro (minor league contract)        |
| 16.1.2025 | - Firmati il LF Forrest Wall e il C Martín Maldonado (minor league contract)                                                   |
| 17.1.2025 | - Firmati il 3B Niko Goodrum, il RHP Michel Cervantes, lo SS Michael Cervantes e il RHP J.B. Wendelken (minor league contract) |
| 18.1.2025 | - Firmati il RHP Mario Zabala e il LHP Carlos Alvarez (minor league contract)                                                  |
| 19.1.2025 | - Firmati lo SS Deivid Coronil e il RHP José Montijo (minor league contract)                                                   |
| 21.1.2025 | - Firmato il LHP Austin Davis (minor league contract)                                                                          |
| 22.1.2025 | - Firmato lo SS Johan De La Cruz (minor league contract)                                                                       |
| 24.1.2025 | - Trade – I Padres cedono una somma di denaro ai Chicago White Sox in cambio del RHP Ron Marinaccio                            |
| 26.1.2025 | - Firmato il RHP Seth Mayberry (minor league contract)                                                                         |
| 29.1.2025 | - Firmato l'OF Sebastian Peña (minor league contract)                                                                          |
| 30.1.2025 | - Firmato il C Elías Díaz (1 anno - 1,5 milioni $) - Firmato il RHP Stephen Jones (minor league contract)                      |
| 31.1.2025 | - Rinnovo del contratto del RHP Michael King (1 anno - 7,75 milioni $)                                                         |

### Febbraio 2025
| Data      | Movimento |
| --------- | --- |
| 7.2.2025  | - Invitati allo Spring Training i RHP Logan Gillaspie, Harold Chirino, José Espada, Braden Nett, J.B. Wendelken, Eduarniel Núñez, Luis Patiño, Francis Pena e Bradgley Rodriguez, i LHP Austin Krob, Jake Higginbotham, Ryan Och e Austin Davis, i C Ethan Salas, Rodolfo Durán, Martín Maldonado, Anthony Vilar e Brandon Valenzuela, i 1B Trenton Brooks e Romeo Sanabria, il 2B Clay Dungan, gli SS Leodalis De Vries e Mason McCoy, i 3B Niko Goodrum e Mike Brosseau, l'OF Oscar González, i LF Yonathan Perlaza e Forrest Wall (non-roster invitees) |
| 8.2.2025  | - Firmato il 1B Connor Joe (1 anno - 1 milione $) - Firmato il 1B Gavin Sheets (minor league contract) e invitato allo Spring Training (non-roster invitees) |
| 11.2.2025 | - Firmato il RF Jason Heyward (1 anno - 1 milione $) |
| 13.2.2025 | - Firmato il LHP Kyle Hart (1 anno - 1 milione $) |
| 17.2.2025 | - Firmato il RHP Nick Pivetta (4 anni - 55 milioni $) - Firmato il 2B Nate Mondou (minor league contract) |
| 18.2.2025 | - Firmato il LF Tim Locastro (minor league contract) - Firmato il 1B Yuli Gurriel (minor league contract) e invitato allo Spring Training |
| 21.2.2025 | - Firmato il RHP Reiss Knehr (minor league contract) |
| 24.2.2025 | - Firmato il LHP Jerónimo Palmeros (minor league contract) |

### Marzo 2025
| Data      | Movimento |
| --------- | --- |
| 5.3.2025  | - Firmato il 2B Jose Iglesias (minor league contract) |
| 7.3.2025  | - Esercitata option sul contratto del RHP Henry Báez e trasferito agli El Paso Chihuahuas (AAA) |
| 9.3.2025  | - Esercitata option sul contratto del RHP Ryan Bergert e trasferito agli El Paso Chihuahuas (AAA) |
| 13.3.2025 | - Esercitata option sui contratti del LHP Tom Cosgrove e del LHP Omar Cruz e trasferiti agli El Paso Chihuahuas (AAA) |
| 20.3.2025 | - Trasferito nella 60-day DL il RHP Joe Musgrove - Firmato il RHP Andrew Bellatti (minor league contract) |
| 21.3.2025 | - Selezionato il contratto del 1B Gavin Sheets degli El Paso Chihuahuas (AAA) e inserito nel 40-man roster |
| 22.3.2025 | - Rilasciato il C Brett Sullivan (designated for assignment) - Selezionato il contratto dello SS Mason McCoy degli El Paso Chihuahuas (AAA) e inserito nel 40-man roster |
| 23.3.2025 | - Esercitata option sui contratti del LF Tirso Ornelas e del C Luis Campusano e trasferiti agli El Paso Chihuahuas (AAA) - Rilasciati il CF Cole Roederer, il C Colton Bender e il RHP Efrain Contreras |
| 25.3.2025 | - Esercitata option sui contratti del RHP Stephen Kolek, del 1B Connor Joe e del RHP Ron Marinaccio e trasferiti agli El Paso Chihuahuas (AAA) - Restituito ai Baltimore Orioles il RHP Juan Núñez (Rule 5 Draft) |
| 26.3.2025 | - Trasferito agli El Paso Chihuahuas (AAA) il C Brett Sullivan (cleared waivers) |
| 27.3.2025 | - Selezionati i contratti del 1B Yuli Gurriel, del 2B Jose Iglesias e del C Martin Maldonado degli El Paso Chihuahuas (AAA) e inseriti nel 40-man roster - Inseriti nella waivers list il 3B Tyler Wade e il 3B Eguy Rosario (designated for assignment) - Inseriti nella 15-day Disabled List il RHP Sean Reynolds (dolore al piede destro), il RHP Jhony Brito (dolore al braccio destro), il RHP Yū Darvish (infiammazione al gomito destro), il RHP Matt Waldron (doloro al muscolo obliquo sinistro) e il RHP Bryan Hoeing (dolore alla spalla destra), tutti con effetto retroattivo al 24.3.2025 |

### Aprile 2025
| Data      | Movimento |
| --------- | --- |
| 2.4.2025  | - Trasferito con effetto immediato agli El Paso Chihuahuas (AAA) il 3B Tyler Wade dopo il periodo in waivers list senza essere selezionati da un'altra squadra - Selezionato il contratto del RF Oscar González degli El Paso Chihuahuas (AAA) e inserito nel 40-man roster - Trasferito dalla 15-day DL alla 60-day DL il RHP Jhony Brito (dolore al braccio destro) |
| 3.4.2025  | - Trasferito con effetto immediato agli El Paso Chihuahuas (AAA) i 3B Eguy Rosario dopo il periodo in waivers list senza essere selezionati da un'altra squadra |
| 6.4.2025  | - Inserito nella waivers list il LHP Tom Cosgrove (designated for assignment) - Selezionato il contratto del RHP Logan Gillaspie degli El Paso Chihuahuas (AAA) e inserito nel 40-man roster - Esercitata option sul contratto del LHP Omar Cruz e trasferito agli El Paso Chihuahuas (AAA)                                                                           |
| 8.4.2025  | - Inserito nella 10-day DL il CF Jackson Merrill (stiramento adduttore destro) con effetto retroattivo al 7.4.2025 - Richiamato dagli El Paso Chihuahuas (AAA) il CF Oscar González |
| 10.4.2025 | - Trade – I San Diego Padres cedono il LHP Tom Cosgrove ai Chicago Cubs in cambio di una somma di denaro non specificata |
| 11.4.2025 | - Trasferito dalla 15-day DL alla 60-day DL il RHP Matt Waldron (stiramento al muscolo obliquo sinistro) - Inserito nella 10-day DL il 2B Jake Cronenworth (frattura composta della costola destra) con effetto retroattivo al 9.4.2025 - Selezionato il contratto del 3B Tyler Wade degli El Paso Chihuahuas (AAA) e inserito nel 40-man roster                      |
| 14.4.2025 | - Inserito nella 10-day DL il RF Brandon Lockridge (stiramento dell'adduttore sinistro). - Richiamato dagli El Paso Chihuahuas (AAA) il 1B Connor Joe. |
| 16.4.2025 | - Trade – I San Diego Padres cedono il C Brett Sullivan ai Pittsburgh Pirates in cambio del RF Bryce Johnson e di una somma di denaro - Trasferito dal 40-man roster all'active roster il CF Tyler Wade. - Firmato il RHP Kelvin Marte (minor league contract) |
| 19.4.2025 | - Inserito nella 10-day DL il LF Jason Heyward (infiammazione al ginocchio sinistro) con effetto retroattivo al 17.4.2025 - Richiamato dagli El Paso Chihuahuas (AAA) il LF Tirso Ornelas |
| 21.4.2025 | - Inserito nella 7-day Concussion List il 1B Luis Arráez (trauma cranico) - Richiamato dagli El Paso Chihuahuas (AAA) lo SS Mason McCoy - Firmato l'IF Ariel Dilone (minor league contract) |
| 22.4.2025 | - Trasferito in rehab assignment agli El Paso Chihuahuas (AAA) il RHP Sean Reynolds - Firmati lo SS Abraham Bastidas, il C Alberto Enriche e lo SS Eliander Primera (minor league contracts) |
| 25.4.2025 | - Richiamato dagli El Paso Chihuahuas (AAA) il RHP Ryan Bergert - Esercitata option sul contratto del LHP Kyle Hart e trasferito agli El Paso Chihuahuas (AAA) |
| 27.4.2025 | - Inserito dalla 15-day DL alla 60-day DL il RHP Bryan Hoeing - Inserito nella 15-day DL il RHP Logan Gillaspie (stiramento all'obliquo sinistro) - Selezionato il contratto del RHP David Morgan dei San Antonio Missions (AA) e inserito nel 40-man roster |
| 29.4.2025 | - Rimosso dalla 10-day DL il LF Jason Heyward e reinserito nell'active roster - Inserito nella 10-day DL lo SS Mason McCoy (distorsione del dito della mano sinistra) con effetto retroattivo al 28.4.2025 - Rimosso dalla 7-day DL il 1B Luis Arráez e reinserito nell'active roster - Inserito nella waivers list il 1B Yuli Gurriel (designated for assignment)    |
| 30.4.2025 | - Firmato il LHP Gensy Aquino (minor league contract) |

### Maggio 2025
| Data      | Movimento |
| --------- | --- |
| 2.5.2025  | - Rimosso dalla 10-day DL il CF Brandon Lockridge e reinserito nell'active roster - Esercitata option sul contratto del LF Tirso Ornelas e trasferito agli El Paso Chihuahuas (AAA) |
| 3.5.2025  | - Trasferito in rehab assignment ai San Antonio Missions (AA) il CF Jackson Merrill - Trasferito in rehab assignment agli ACL Padres (Rookie) il 2B Jake Cronenworth - Richiamato dagli El Paso Chihuahuas (AAA) il C Luis Campusano - Trascorsi i 7 giorni di assignment del 1B Yuli Gurriel senza essere chiamato da nessun'altra squadra e rilasciato dai San Diego Padres - Esercitata option sul contratto del 1B Connor Joe e trasferito agli El Paso Chihuahuas (AAA) |
| 4.5.2025  | - Esercitata option sul contratto del RHP David Morgan e trasferito agli El Paso Chihuahuas (AAA) - Richiamato dagli El Paso Chihuahuas (AAA) il RHP Stephen Kolek |
| 6.5.2025  | - Rimosso dalla 10-day DL il CF Jackson Merrill e reinserito nell'active roster - Trasferito dagli ACL Padres (Rookie) agli El Paso Chihuahuas (AAA) in rehab assignment il 2B Jake Cronenworth - Esercitata option sul contratto del C Luis Campusano e trasferito agli El Paso Chihuahuas (AAA) |
| 7.5.2025  | - Rimosso dalla 15-day DL il RHP Sean Reynolds e reinserito nell'active roster - Esercitata option sul contratto del RHP Ryan Bergert e trasferito agli El Paso Chihuahuas (AAA) |
| 8.5.2025  | - Esercitata option sul contratto del LF Oscar González e trasferito agli El Paso Chihuahuas (AAA) |
| 9.5.2025  | - Rimosso dalla 10-day DL il 2B Jake Cronenworth e reinserito nell'active roster - Trade – I San Diego Padres cedono il 1B Connor Joe ai Cincinnati Reds in cambio del RHP Andrew Moore e di una somma di denaro |
| 10.5.2025 | - Trasferito in rehab assignment agli ACL Padres (Rookie) il RHP Bryan Hoeing |
| 14.5.2025 | - Trasferito in rehab assignment agli El Paso Chihuahuas (AAA) il RHP Yu Darvish - Firmati il RHP Jeferson Villabona e il RHP Jose Blanco (minor league contract) |
| 15.5.2025 | - Trasferito in rehab assignment agli ACL Padres (Rookie) il RHP Matt Waldron |
| 19.5.2025 | - Rilasciato il LF Oscar González |
| 20.5.2025 | - Trasferito in rehab assignment agli El Paso Chihuahuas (AAA) il 2B Mason McCoy - Rimossi dal roster degli ACL Padres (Rookie) a quello dei San Antonio Missions (AA) il RHP Matt Waldron e il RHP Bryan Hoeing (rehab assignment) |
| 24.5.2025 | - Inserito nella 10-day DL il LF Jason Heyward (stiramento del muscolo obliquo sinistro) - Richiamato dagli El Paso Chihuahuas (AAA) il C Luis Campusano |
| 25.5.2025 | - Inserito nella 15-day DL il RHP Michael King (infiammazione della spalla destra) con effetto retroattivo al 22.5.2025 - Esercitata option sul contratto del RHP Alek Jacob e trasferito agli El Paso Chihuahuas (AAA) - Richiamati dagli El Paso Chihuahuas (AAA) il RHP David Morgan e il LHP Omar Cruz |
| 27.5.2025 | - Trasferito in rehab assignment agli El Paso Chihuahuas (AAA) il RHP Bryan Hoeing |
| 28.5.2025 | - Trasferito in rehab assignment agli El Paso Chihuahuas (AAA) il RHP Matt Waldron |
| 30.5.2025 | - Selezionato il contratto del RHP Bradgley Rodríguez dei San Antonio Missions (AA) e inserito nel 40-man roster - Esercitata option sul contratto del LHP Kyle Hart e trasferito agli El Paso Chihuahuas (AAA) |

### Giugno 2025
| Data      | Movimento |
| --------- | --- |
| 1.6.2025  | - Rimosso dalla 60-day DL il RHP Matt Waldron, esercitata option sul suo contratto e trasferito agli El Paso Chihuahuas (AAA) - Firmato il C Mathews Sosa (minor league contract)                                                                                             |
| 3.6.2025  | - Richiamato dagli El Paso Chihuahuas (AAA) il RHP Ryan Bergert - Esercitata option sul contratto del RHP Bradgley Rodríguez e trasferito agli El Paso Chihuahuas (AAA) - Firmato il C Antonio Alcala (minor league contract)                                                 |
| 5.6.2025  | - Concluso il periodo di squalifica del LHP Jay Groome, rimosso dalla Ineligible List e rilasciato. |
| 7.6.2025  | - Rimosso dalla 10-day DL il 2B Mason McCoy, esercitata option sul suo contratto e trasferito agli El Paso Chihuahuas (AAA) - Trasferito in rehab assignment agli El Paso Chihuahuas (AAA) il RHP Bryan Hoeing                                                                |
| 13.6.2025 | - Trasferito in rehab assignment agli El Paso Chihuahuas (AAA) il LF Jason Heyward |
| 15.6.2025 | - Inserito nella 7-day Concussion List il CF Jackson Merrill (trauma cranico) - Selezionato il contratto del 1B Trenton Brooks dal roster degli El Paso Chihuahuas (AAA) e inserito nel 40-man roster                                                                         |
| 16.6.2025 | - Trasferito nella 60-day DL il RHP Yu Darvish (infiammazione al gomito destro) - Esercitata option sul contratto del C Luis Campusano e trasferito agli El Paso Chihuahuas (AAA) - Selezionato il contratto del RF Bryce Johnson e inserito nel 40-man roster                |
| 17.6.2025 | - Trasferito in rehab assignment il RHP Logan Gillaspie agli ACL Padres (Rookie) - Firmati il LHP Guillermo Romero e il C Gabriel Teran (minor league contract) |
| 21.6.2025 | - Trasferito in rehab assignment il RHP Logan Gillaspie agli El Paso Chihuahuas (AAA) - Rimosso dalla 60-day DL il RHP Bryan Hoeing - Esercitata option sul contratto del RHP Sean Reynolds - Inserito nella waivers list il LF Jason Heyward (designated for assignment)     |
| 22.6.2025 | - Rimosso dalla 7-day Concussion List il CF Jackson Merrill - Esercitata option sul contratto del LF Brandon Lockridge |
| 24.6.2025 | - Rilasciato il LF Jason Hewyard |
| 25.6.2025 | - Inserito nella 15-day DL il RHP Ryan Bergert (contusione al braccio destro) - Squalificato per 2 gare il RHP Robert Suárez - Richiamato dagli El Paso Chihuahuas (AAA) il RHP Sean Reynolds                                                                                 |
| 28.6.2025 | - Riattivato nel 40-man roster dopo la squalifica il RHP Robert Suárez |
| 30.6.2025 | - Richiamato dagli El Paso Chihuahuas (AAA) il RHP Matt Waldron - Esercitata option sul contratto del RHP Sean Reynolds e trasferito agli El Paso Chihuahuas (AAA) - Rimosso dalla 15-day DL il RHP Logan Gillaspie e inserito nella waivers list (designated for assignment) |

### Luglio 2025
| Data      | Movimento |
| --------- | --- |
| 2.7.2025  | - Rimosso dal 40-man roster il RHP Logan Gillaspie e trasferito nel roster degli El Paso Chihuahuas (AAA) - Esercitata option sul contratto del RHP Matt Waldron e trasferito agli El Paso Chihuahuas (AAA) - Selezionato il contratto del RHP Eduarniel Núñez degli El Paso Chihuahuas (AAA) e inserito nel 40-man roster - Richiamato dagli El Paso Chihuahuas (AAA) il RHP Ron Marinaccio |
| 3.7.2025  | - Esercitata option sul contratto del RHP Ron Marinaccio e trasferito agli El Paso Chihuahuas (AAA) |
| 6.7.2025  | - Trasferito in rehab assignment agli El Paso Chihuahuas (AAA) il RHP Ryan Bergert - Richiamato il LHP Kyle Hart dagli El Paso Chihuahuas (AAA) - Esercitata option sul contratto del RHP Stephen Kolek e trasferito agli El Paso Chihuahuas (AAA) |
| 7.7.2025  | - Rimosso dalla 60-day DL il RHP Yu Darvish - Rimosso dalla 15-day DL il RHP Michael King e trasferito nella 60-day DL - Esercitata option sul contratto del LHP Kyle Hart e trasferito agli El Paso Chihuahuas (AAA) |
| 11.7.2025 | - Rimosso dalla 15-day DL il RHP Ryan Bergert - Esercitata option sul contratto del RHP Eduarniel Núñez e trasferito agli El Paso Chihuahuas (AAA) |
| 12.7.2025 | - Esercitata option sul contratto del RHP Ryan Bergert e trasferito agli El Paso Chihuahuas (AAA) - Richiamato il RHP Alek Jacob dagli El Paso Chihuahuas (AAA) |
| 13.7.2025 | - Inserito nella Paternity List il LF Gavin Sheets - Richiamato il C Luis Campusano dagli El Paso Chihuahuas (AAA) - Firmato il C Joseph Uzeta (minor league contract) |
| 15.7.2025 | - Esercitata option sul contratto del C Luis Campusano e trasferito agli El Paso Chihuahuas (AAA) |
| 16.7.2025 | - Riattivato dalla Paternity List il LF Gavin Sheets - Firmato il RHP Misael Tamarez (minor league contract) |
| 21.7.2025 | - Firmato il LHP Emmanuel Polo (minor league contract) |
| 22.7.2025 | - Esercitata option sui contratti del RHP Alek Jacob e del RHP Bryan Hoeing trasferiti agli El Paso Chihuahuas (AAA) - Richiamati dagli El Paso Chihuahuas (AAA) il RHP Stephen Kolek e il LHP Kyle Hart |
| 23.7.2025 | - Firmati il RHP Will Koger, lo SS Justin DeCriscio, il RHP Jaxon Dalena, il LHP Jamie Hitt e il 3B Kerrington Cross (scelte al Draft 2025) |
| 24.7.2025 | - Firmati lo SS Dawson Willis, lo SS Bradley Frye, il RHP Brandon Langley, il RHP Charlie Walker, l'OF Conner Westenburg, il C Jake Bold, l'OF Qrey Lott, il RHP Cameron Nohos, il RHP Tyler Dietz, il RHP Nick Falter (minor league contracts - undrafted free agents) - Firmati lo SS Dylan Grego, il RHP Michael Salina, il RHP Tyler Schmitt, il RHP Clay Edmondson, il RHP Ryan Reed, il RHP Landry Jurecka, lo SS Jonathan Vastine, l'OF Ryan Wideman, il LHP Kruz Schoolcraft, il C Ty Harvey, il C Truitt Madonna, l'OF Cardell Thibodeaux, l'OF George Bilecki e il 1B Luke Cantwell (scelte al Draft 2025) |
| 25.7.2025 | - Esercitata option sul contratto del LHP Kyle Hart e trasferito agli El Paso Chihuahuas (AAA) - Richiamato dagli El Paso Chihuahuas (AAA) il RHP Ron Marinaccio |
| 29.7.2025 | - Esercitata option sul contratto del RHP Stephen Kolek e trasferito agli El Paso Chihuahuas (AAA) - Richiamato dagli El Paso Chihuahuas (AAA) il RHP Ryan Bergert |
| 31.7.2025 | - Trade – I San Diego Padres cedono il RHP Henry Baez, il RHP Eduarniel Núñez, lo SS Leo De Vries e il RHP Braden Nett agli Athletics in cambio del RHP Mason Miller e del LHP J.P. Sears - Trade – I San Diego Padres cedono il LHP Boston Bateman, il RHP Tyson Neighbors, il RHP Tanner Smith, lo SS Brandon Butterworth, lo SS Cobb Hightower e il 1B Victor Figueroa ai Baltimore Orioles in cambio del 1B Ryan O'Hearn, del RF Ramón Laureano e di cash considerations - Trade – I San Diego Padres cedono il RHP Ryan Bergert e il RHP Stephen Kolek ai Kansas City Royals in cambio del C Freddy Fermín - Trade – I San Diego Padres cedono il LF Brandon Lockridge ai Milwaukee Brewers in cambio del LHP Nestor Cortés, dello SS Jorge Quintana e di cash considerations - Trade – I San Diego Padres cedono il C Brandon Valenzuela ai Toronto Blue Jays in cambio del 3B Will Wagner - Inseriti nella waivers list il LF Trenton Brooks e il C Martín Maldonado (designated for assignment) |

### Agosto 2025
| Data      | Movimento |
| --------- | --- |
| 1.8.2025  | - Inserito nella waivers list il CF Tyler Wade (designated for assignment) - Esercitata option sul contratto del RHP Ron Marinaccio e trasferito agli El Paso Chihuahuas (AAA) |
| 2.8.2025  | - Trade – I San Diego Padres acquisiscono il contratto del C Eli Wilson (Pittsburgh Pirates) e lo inseriscono nel roster dei San Antonio Missions (AA) |
| 3.8.2025  | - Trasferito agli El Paso Chihuahuas (AAA) in rehab assignment il RHP Michael King - Rimosso dalla 60-day DL il LHP Nestor Cortés e reinserito nel 40-man roster - Esercitata option sul contratto del RHP Randy Vásquez e trasferito agli El Paso Chihuahuas (AAA)                                 |
| 4.8.2025  | - Trasferito con effetto immediato agli El Paso Chihuahuas (AAA) i LF Trenton Brooks dopo il periodo in waivers list senza essere selezionato da un'altra squadra |
| 5.8.2025  | - Esercitata option sul contratto del LHP J.P. Sears e trasferito agli El Paso Chihuahuas (AAA) - Richiamato dagli El Paso Chihuahuas il RHP Sean Reynolds - Firmato il LHP C.J. Widger (minor league contract)                                                                                     |
| 6.8.2025  | - Rilasciato con effetto immediato il C Martín Maldonado dopo il periodo in waivers list senza essere selezionato da un'altra squadra - Trasferito con effetto immediato agli El Paso Chihuahuas (AAA) i CF Tyler Wade dopo il periodo in waivers list senza essere selezionato da un'altra squadra |
| 9.8.2025  | - Reinserito nell'active roster il RHP Michael King - Esercitata option sul contratto del RHP Sean Reynolds |
| 10.8.2025 | - Firmato lo SS Damon Dues (minor league contract) |
| 14.8.2025 | - Inserito nella 15-day DL il RHP Michael King con effetto retroattivo al 11.08.2025 (infiammazione al ginocchio sinistro) - Richiamato dagli El Paso Chihuahuas (AAA) il RHP Randy Vásquez |
| 16.8.2025 | - Esercitata option sul contratto del RHP Randy Vásquez e trasferito agli El Paso Chihuahuas (AAA) - Richiamato dagli El Paso Chihuahuas (AAA) il RHP Ron Marinaccio |

## Draft
| Scelte dei Padres nel Draft 2025 |        |                    |       |                           |
| Giro                             | Scelta | Giocatore          | Ruolo | College/High School       |
| 1                                | 25     | Kruz Schoolcraft   | P     | Sunset High School (OR)   |
| 3                                | 99     | Ryan Wideman       | OF    | Western Kentucky          |
| 4                                | 130    | Michael Salina     | P     | Saint Bonaventure         |
| 5                                | 160    | Ty Harvey          | C     | Insipiration Academy (FL) |
| 6                                | 190    | Jaxon Dalena       | P     | Shippensburg              |
| 7                                | 220    | Kerrington Cross   | 3B    | Cincinnati                |
| 8                                | 250    | Jamie Hitt         | P     | Oklahoma                  |
| 9                                | 280    | Will Koger         | P     | Arizona State             |
| 10                               | 310    | Justin DeCriscio   | SS    | North Carolina State      |
| 11                               | 340    | Truitt Madonna     | C     | Ballard High School (WA)  |
| 12                               | 370    | George Bilecki     | OF    | Lewis                     |
| 13                               | 400    | Dylan Grego        | SS    | Ball State                |
| 14                               | 430    | Clay Edmondson     | P     | UNC Asheville             |
| 15                               | 460    | Ryan Reed          | P     | Pittsburgh                |
| 16                               | 490    | Cardell Thibodeaux | OF    | Southern                  |
| 17                               | 520    | Tyler Schmitt      | P     | Illinois                  |
| 18                               | 550    | Landry Jurecka     | P     | Queens University         |
| 19                               | 580    | Jonathan Vastine   | SS    | Vanderbilt                |
| 20                               | 610    | Luke Cantwell      | 1B    | Pittsburgh                |

## Premi individuali e record
Nella seguente lista sono indicati i giocatori dei San Diego Padres che, durante la stagione 2025, hanno ottenuto dei premi individuali e i record (individuali o di squadra) raggiunti.

### Premi individuali
- Robert Suárez
  - National League Reliever of the Month (aprile)[159]
- Fernando Tatís Jr.
  - National League Player of the Week (14-20 aprile)[160]

### Record

#### Record di squadra
- Il 13 aprile, con lo shutout ottenuto contro i Colorado Rockies,[161] i Padres sono diventati la 2ª squadra nella storia della MLB a totalizzare 6 partite nelle prime 16 gare stagionali senza subire nemmeno un punto dalle squadre avversarie (eguagliando il record dei Cleveland Indians del 1966).[162]

## Farm system
| Livello  | Squadra              | Lega                    | Manager | V | S | Classifica |
| -------- | -------------------- | ----------------------- | ------- | - | - | ---------- |
| Triple-A | El Paso Chihuahuas   | Pacific Coast League    |         |   |   |            |
| Double-A | San Antonio Missions | Texas League            |         |   |   |            |
| High-A   | Fort Wayne TinCaps   | Midwest League          |         |   |   |            |
| Low-A    | Lake Elsinore Storm  | California League       |         |   |   |            |
| Rookie   | ACL Padres           | Arizona Complex League  |         |   |   |            |
| Rookie   | DSL Padres           | Dominican Summer League |         |   |   |            |